# Комаровский берег
«Комаро́вский бе́рег» — побережье Финского залива, памятник природы регионального значения. Расположен вдоль Приморского шоссе между Морской и Спортивной улицами посёлка Комарово Курортного района Санкт-Петербурга, занимая часть мелкой прибрежной акватории, покрытой валунами.

## История
Территория, примыкающая к побережью Финского залива в районе Комарово, начала осваиваться человеком сравнительно недавно — всего около 120 лет назад. При этом история соседних населенных пунктов — Зеленогорска (бывш. Териоки) и Репино (бывш. Куоккала) насчитывает не менее 500 лет. Деревни с такими названиями упоминались уже в начале XVI в. в налоговых списках шведских владений на Карельском перешейке. Вплоть до 1940 г., когда территория вошла в состав СССР, здесь преобладало финское население (так называемые карельские финны).
Представление об облике территории современного памятника природы до начала освоения дает топографическая карта, датируемая концом 1850-х гг. Здесь вся территория вдоль Финского залива между Териоками и Куоккалой (входившая тогда в состав Великого княжества Финляндского) покрыта лесом. На верхней террасе и литориновом уступе он хвойный, а на нижней террасе большая площадь занята черноольшатниками с елью. Лишь вдоль залива со времен средневековья пролегала прибрежная дорога (Rantatie) — нынешнее Приморское шоссе. Земли не представляли большой ценности для сельского хозяйства: на верхней террасе — из-за исключительной бедности “промытых” почв на озерно-ледниковых песках, на литориновой террасе — по причине высокой заболоченности.
Освоение территории началось после строительства железной дороги Санкт-Петербург — Выборг — Риихимяки. Следом за пуском дороги в 1870 г. возник “дачный бум” конца XIX — начала XX в., неузнаваемо преобразивший патриархальную финскую провинцию. Сюда устремились состоятельные жители Петербурга, в том числе творческая интеллигенция: произошло новое открытие “Старой Финляндии”, присоединенной к России ещё Петром I. Неофициальной “дачной столицей” Карельского перешейка стал поселок Териоки с одноимённой железнодорожной станцией. В конце XIX в. петербуржцы, привлеченные великолепными сосновыми лесами, живописными берегами Финского залива и тишиной, которой уже не хватало в многолюдных Териоках, начали скупать у местных крестьян земли и застраивать участки дачами к юго-востоку (нынешний поселок Комарово). Одновременно, для обеспечения дачников молочными продуктами и иным продовольствием, крестьяне стали расчищать от леса и осушать участки литориновой террасы, создавая здесь сельскохозяйственные угодья.
К началу XX в. между Териоками и Куоккалой сформировался уже настолько крупный дачный поселок, что в 1901 г. при нём была устроена железнодорожная платформа, в 1903 г. получившая статус станции. Название станции и поселка — Келломяки — восходит к имени песчаного холма, где в период строительства железной дороги между сосен был подвешен колокол, звон которого оповещал рабочих о начале обеденного перерыва и окончании рабочего дня. К моменту возникновения станции среди населения Келломяк преобладали петербургские дачники, часть из них жила здесь и зимой. Однако здесь поселялись и жители различных районов Финляндии, занимавшиеся торговлей, строительством, лесопилением, добычей торфа и т.д. Летом в Келломяки приезжали строители из Польши и садовники из Прибалтики. Последние, известные своим мастерством по всей Европе, создавали на бедных песках местных террас настоящие шедевры садово-паркового искусства. Построенные по проектам известных архитекторов дачи поражали своей роскошью.
На территории памятника природы «Комаровский берег» находится часть парка бывшей виллы Рено (дачи Чижова). Владельцы виллы использовали рельеф и естественную растительность территории и устроили на верхней и нижней террасах и литориновом уступе парк с четырьмя искусственными водоемами, берега которых были обложены камнем. В романе петербургской писательницы Натальи Галкиной “Вилла Рено” реальные и вымышленные события, происходившие на вилле, обнаруживают причудливую связь времен, культур, персонажей, одним из которых полноправно стал ландшафт Комаровского берега с величественным дремучим лесом, видами Финского залива, каскадами прудов, оврагами с ручьями, к которым герои обращаются как к живым существам.
После революции 1917 г. и получения независимости Финляндией, связи с Петроградом были прерваны. Почти все дачи Комарова были брошены хозяевами и перешли в собственность Финляндского государства. В 1920-е гг. около 600 дач были проданы на вывоз и разобраны, около 200 из них оказались в Ярвенпяа (близ Хельсинки).
О степени освоенности территории в первые десятилетия XX в. дает представление топографическая карта, выпущенная в Финляндии в 1920-х гг. Площадь лесов существенно уменьшилась по сравнению с серединой XIX в. Сельскохозяйственные угодья (в основном сенокосы) занимали не менее 18 га, т. е. около 10 % площади памятника природы.

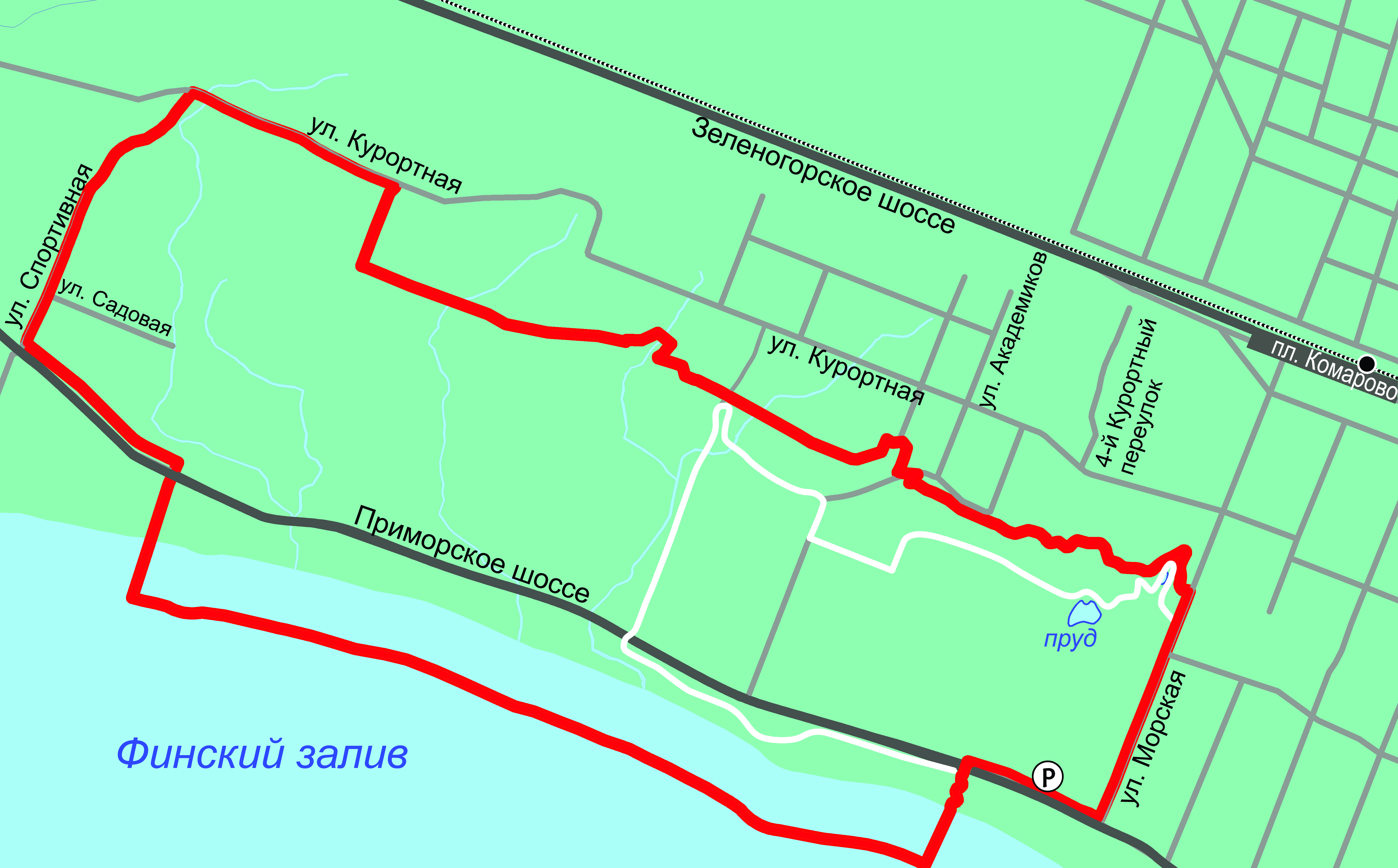
Схема границ памятника природы (белой линией указана трасса экологического маршрута)

В первый период независимости Финляндии жизнь в Келломяках была довольно тихой, по сравнению с дореволюционным временем. Появились дачники из других районов Финляндии, небольшие предприятия. Пляж на Финском заливе постоянно поддерживался в благоустроенном состоянии. К началу Зимней войны в 1939 г. в поселке проживало 167 семей, среди которых, кроме карельских финнов, были также беженцы из России. Полностью эвакуированный поселок Келломяки был оставлен финскими войсками в первый день войны — 30 ноября 1939 г. После окончания войны в марте 1940 г. финляндские районы Карельского перешейка вошли в состав СССР. С сентября 1941 по июнь 1944 г. поселок был вновь занят финской армией, но возвращаться гражданскому населению в прифронтовую полосу было запрещено.
Новая история Келломяк началась после окончания Второй мировой войны, когда советские власти сразу обратили внимание на уютный поселок на берегу залива. Уже 14 октября 1945 г. вышло Постановление Совнаркома СССР № 2638 “О постройке дач для действительных членов Академии Наук СССР”. Постановлением предписывалось отвести земельные участки размером от 0.5 до 1 га вблизи железных дорог в дачных местностях, построить, в частности, 25 “индивидуальных дач” под Ленинградом и передать их “безвозмездно в личную собственность действительным членам Академии наук СССР”, а также провести в них электричество, водоснабжение и канализацию и осуществить благоустройство участков. “Академический поселок” в Келломяках был построен на верхней террасе, по обе стороны от западной части Большого проспекта, переименованного в Курортную улицу. Там он поныне и существует, располагаясь вдоль северной границы памятника природы “Комаровский берег”.
Соседство памятника природы “Комаровский берег” с “Академическим поселком” имело некоторые необычные последствия. Например, вдоль бровки уступа и на некоторых участках склона среди леса произрастают виды деревьев и кустарников, явно привезенные учеными из экспедиций и высаженные ими на своих дачных участках (например, популяция черемухи Маака в возрасте около 30 лет).
Не исключено, что строительство дач для академиков сыграло не последнюю роль в переименовании в 1948 г. поселка Келломяки в Комарово — в честь президента Академии наук СССР В. Л. Комарова, который прожил здесь несколько месяцев незадолго до своей кончины. Комарово стало частью Курортной зоны, создаваемой с 1946 г. вдоль побережья Финского залива между Сестрорецком и Смолячково. Уцелевшие с довоенных времен дачи были отремонтированы и переданы в пользование детским учреждениям, а также видным деятелям науки и культуры Ленинграда. В Комарово, как и в соседнем Репино, были построены дома отдыха творческих организаций. К середине 1950-х гг. неплохо благоустроенный (по сравнению с другими пригородами Ленинграда) поселок приобрел устойчивый образ центра тяготения творческой и интеллектуальной элиты (в том числе опальной) северной столицы.
Целенаправленный курс на развитие всех видов рекреации привел к почти полному свертыванию сельскохозяйственных функций ландшафтов. Все леса пригородной зоны Ленинграда включили в I группу, где были запрещены промышленные рубки, усилена противопожарная охрана, проводились регулярные санитарные мероприятия. Почти все леса Курортной зоны приобрели статус лесопарков; здесь поддерживалась дорожно-тропиночная и мелиоративная сеть, оборудовались места отдыха и т. п. Леса памятника природы “Комаровский берег” находятся в удовлетворительном состоянии, хотя довоенная мелиоративная сеть частично уже не функционирует.

## Экологический маршрут
На территории памятника природы «Комаровский берег» функционирует экологический маршрут с информационными стендами, деревянными настилами, скамейками и беседкой. Пройдя по маршруту, можно самостоятельно познакомиться со всеми природными комплексами ООПТ. Посещение маршрута бесплатное.

Фотогалерея
Карта Комаровского берега 1922 г.
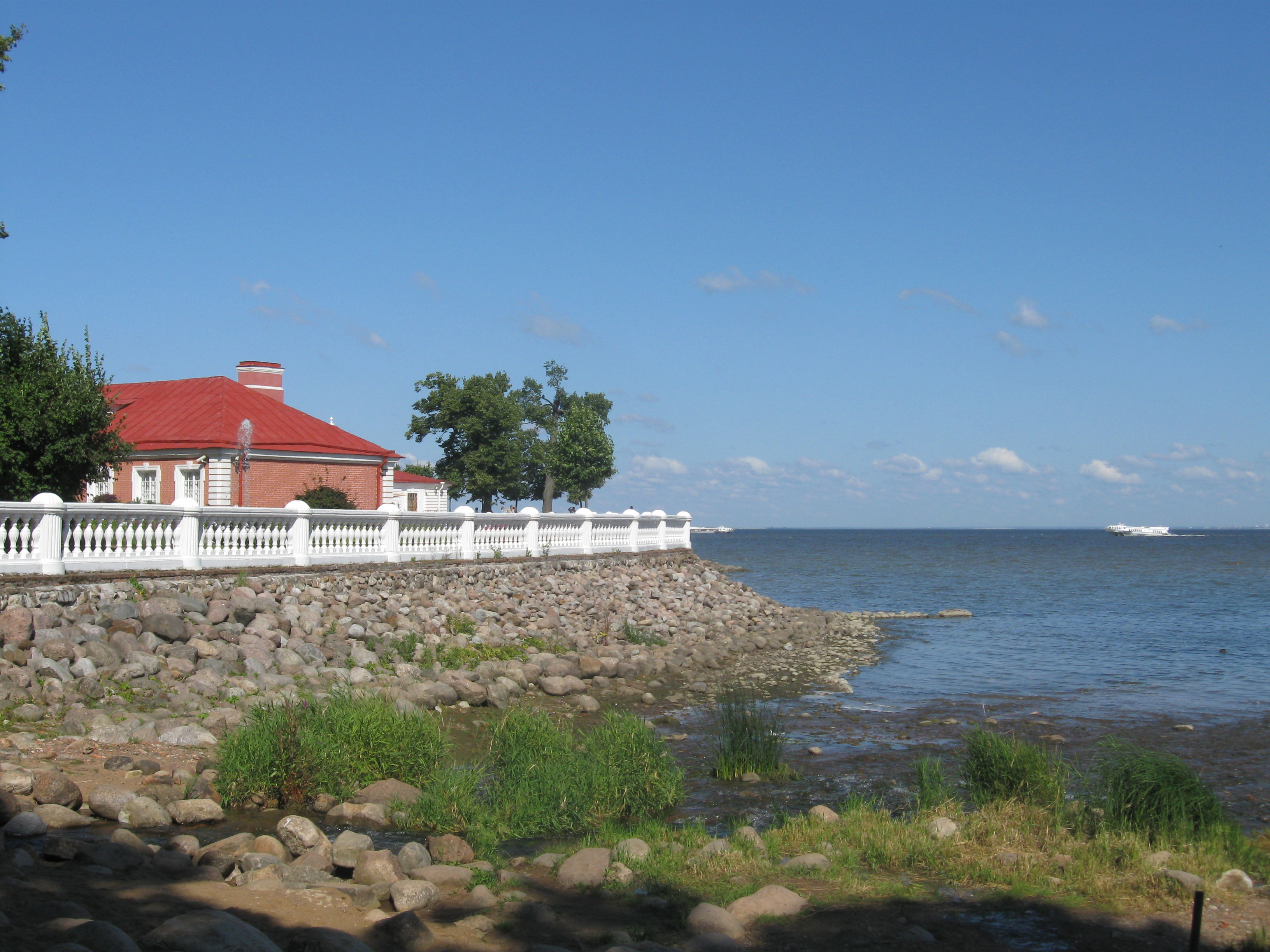
Пляж на территории памятника природы
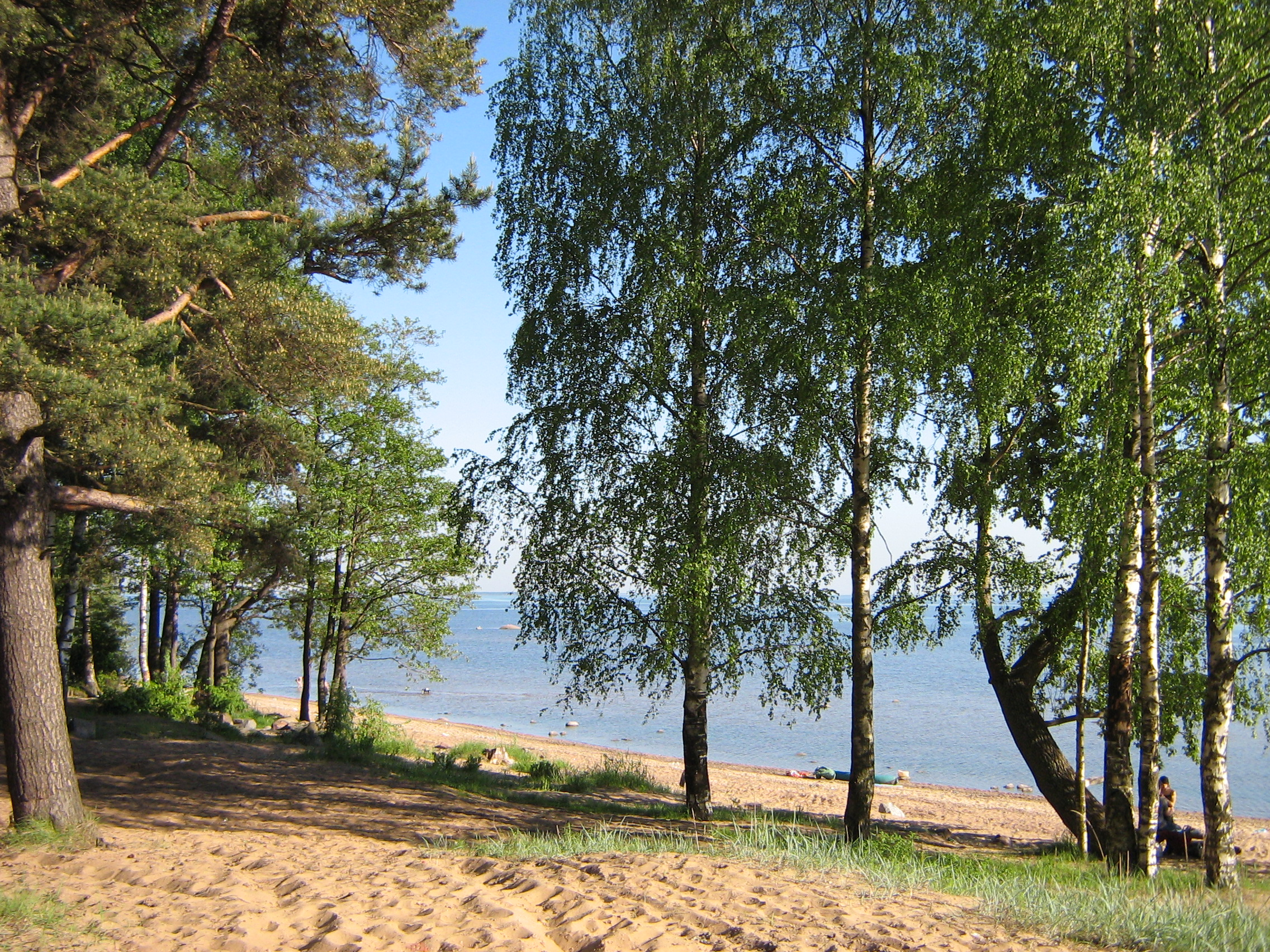
Дюны
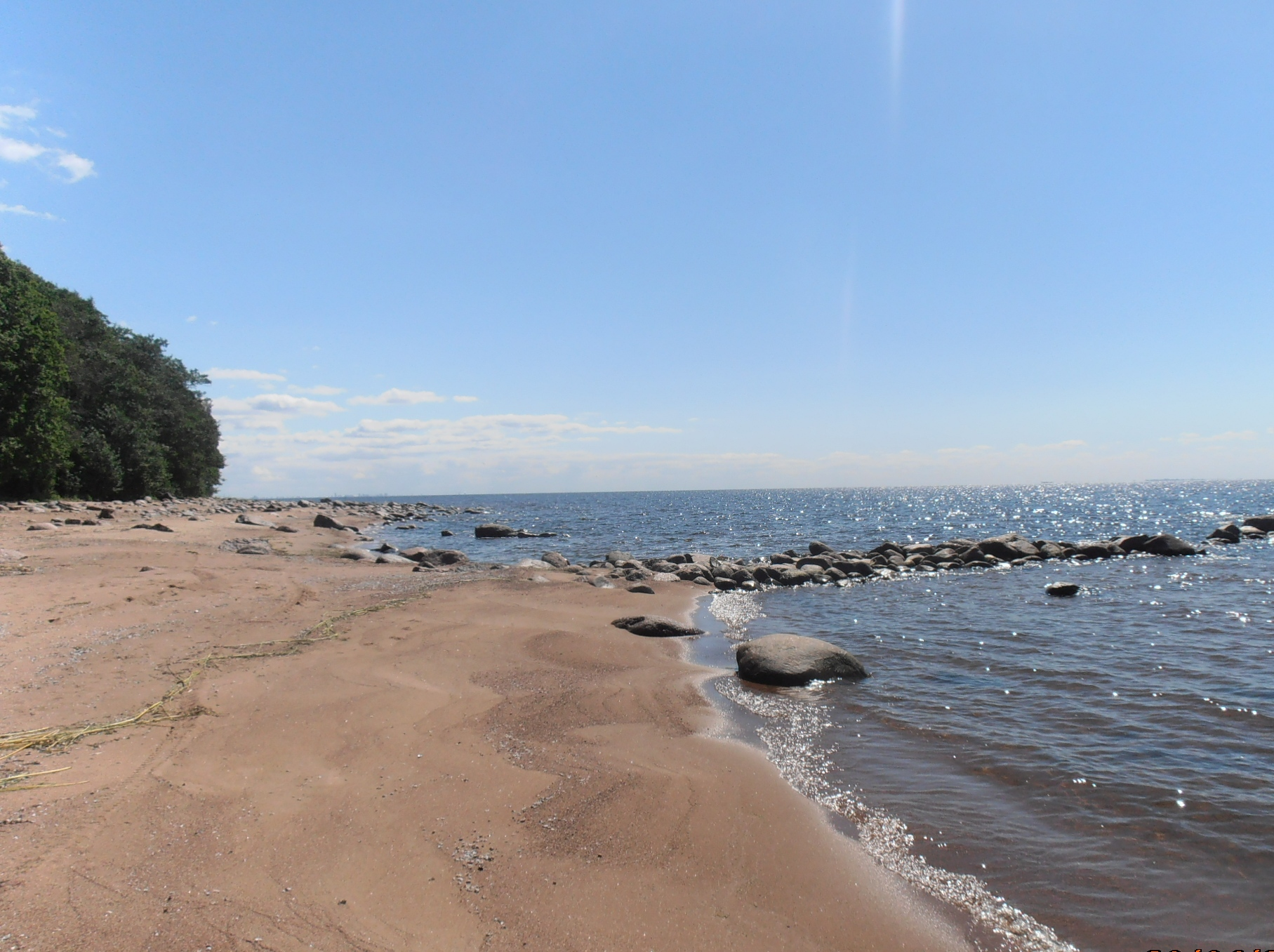
Берег Финского залива
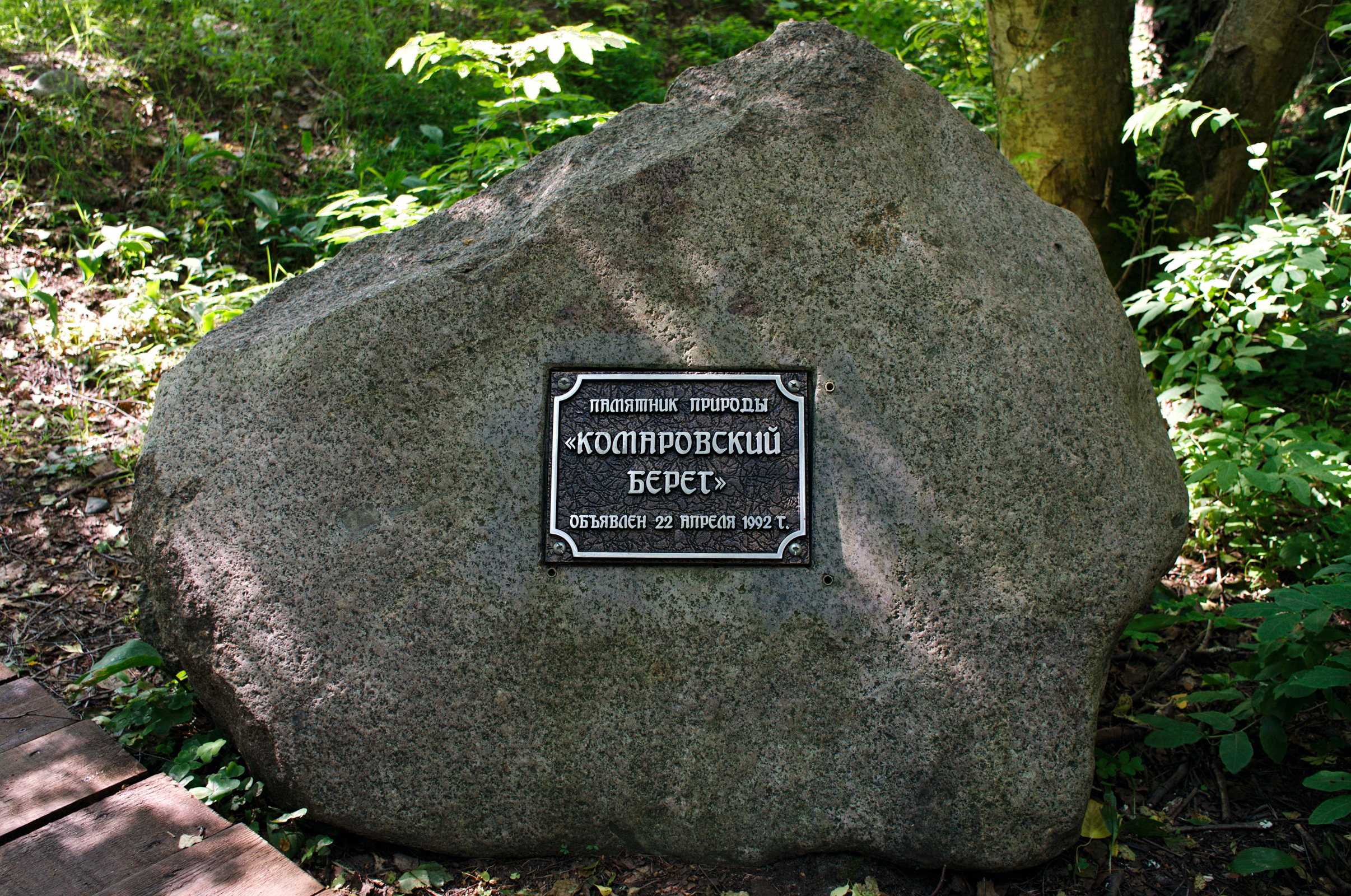
Закладной камень памятника природы
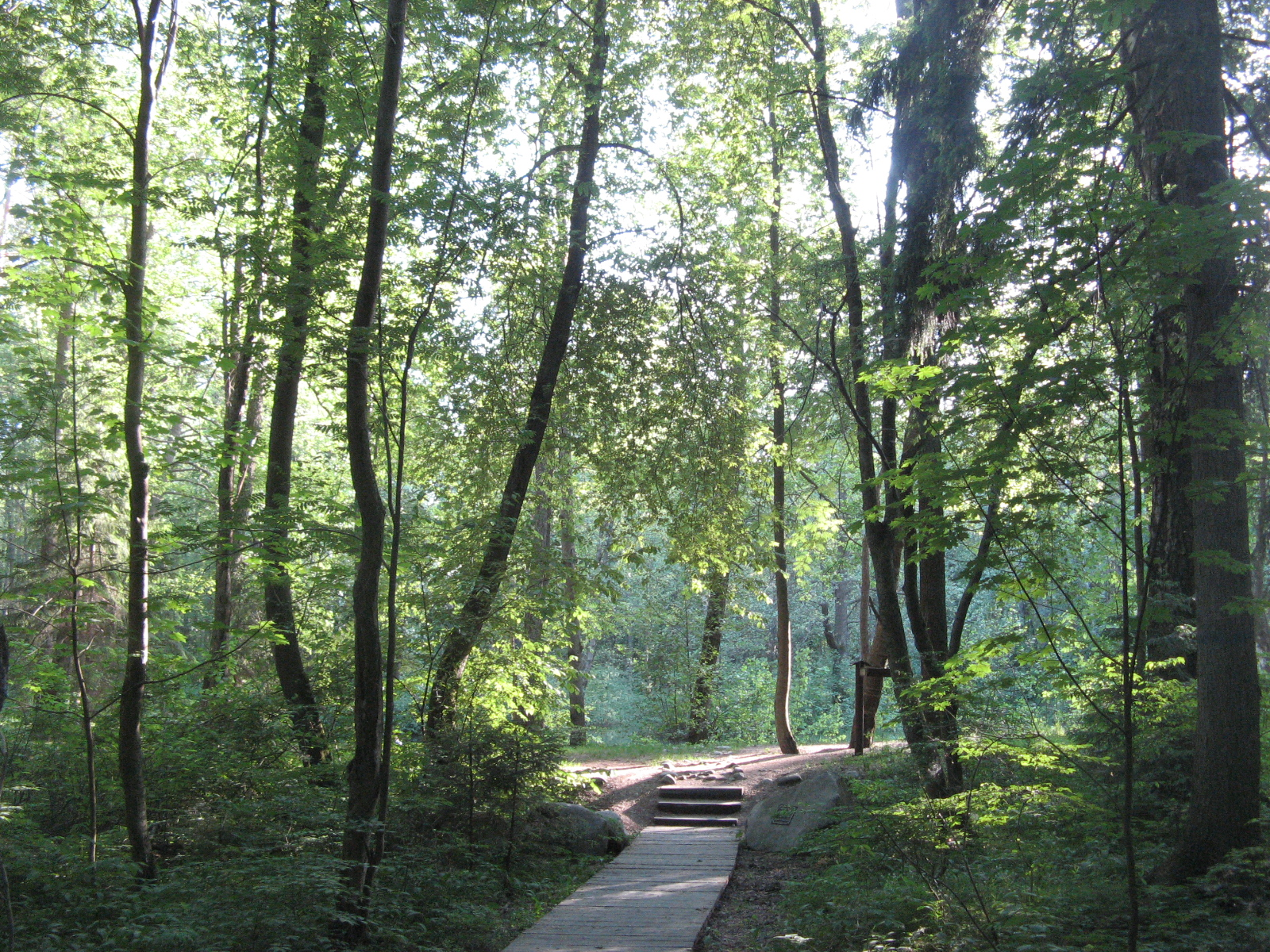
Экотропа на территории памятника природы
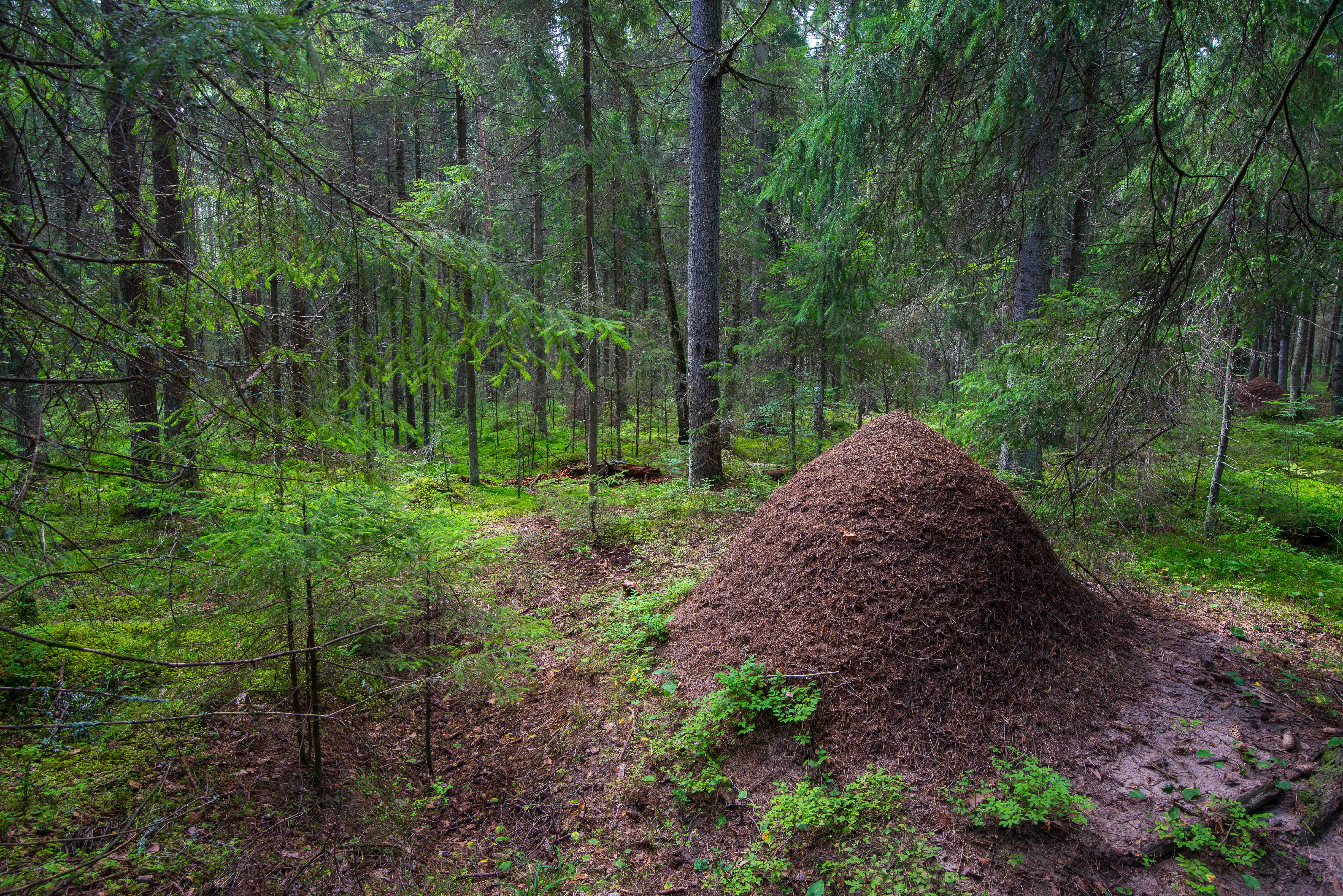
Муравейник на Комаровском берегу
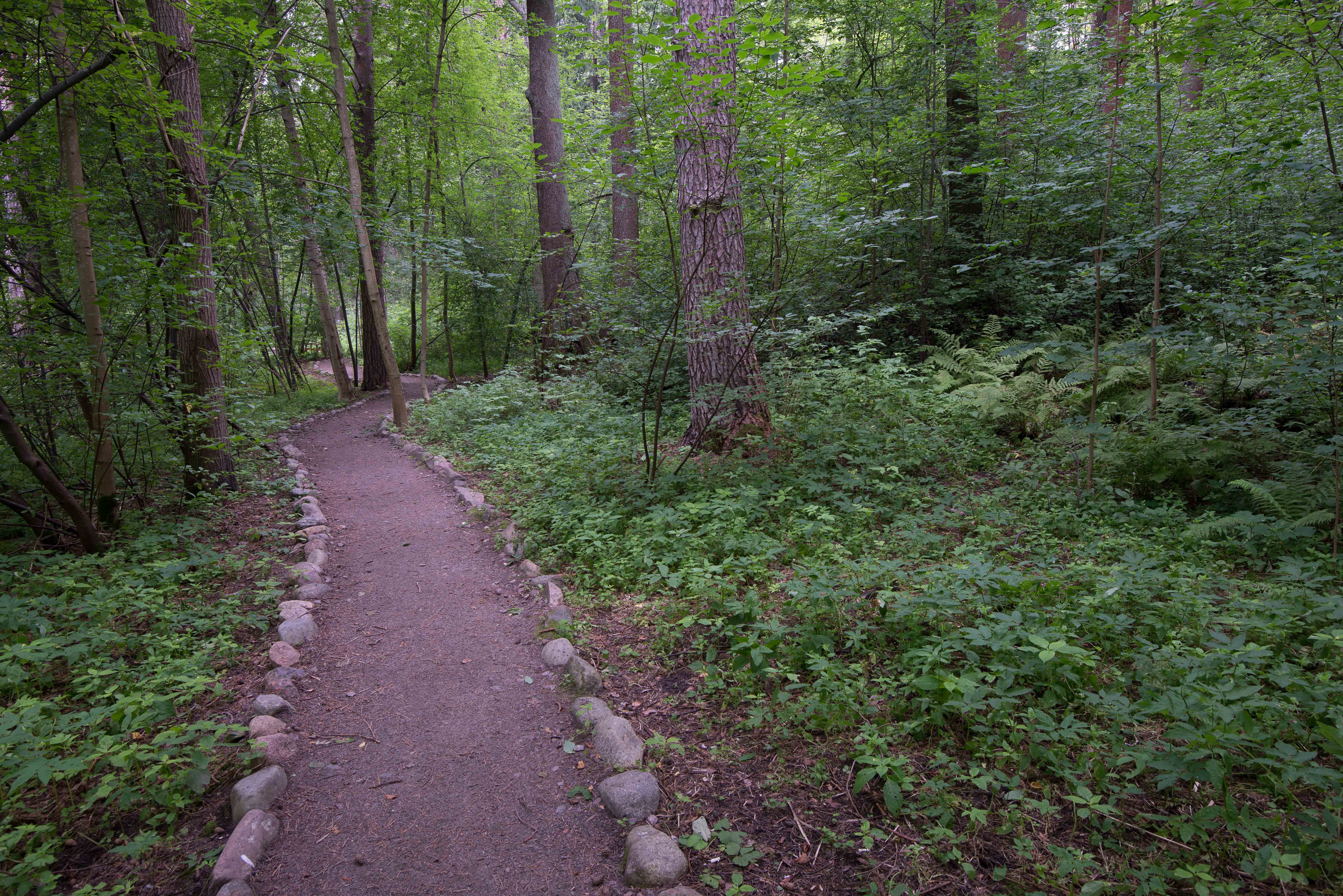
Экомаршрут на Комаровском берегу
Экомаршрут на Комаровском берегу
Экомаршрут на Комаровском берегу
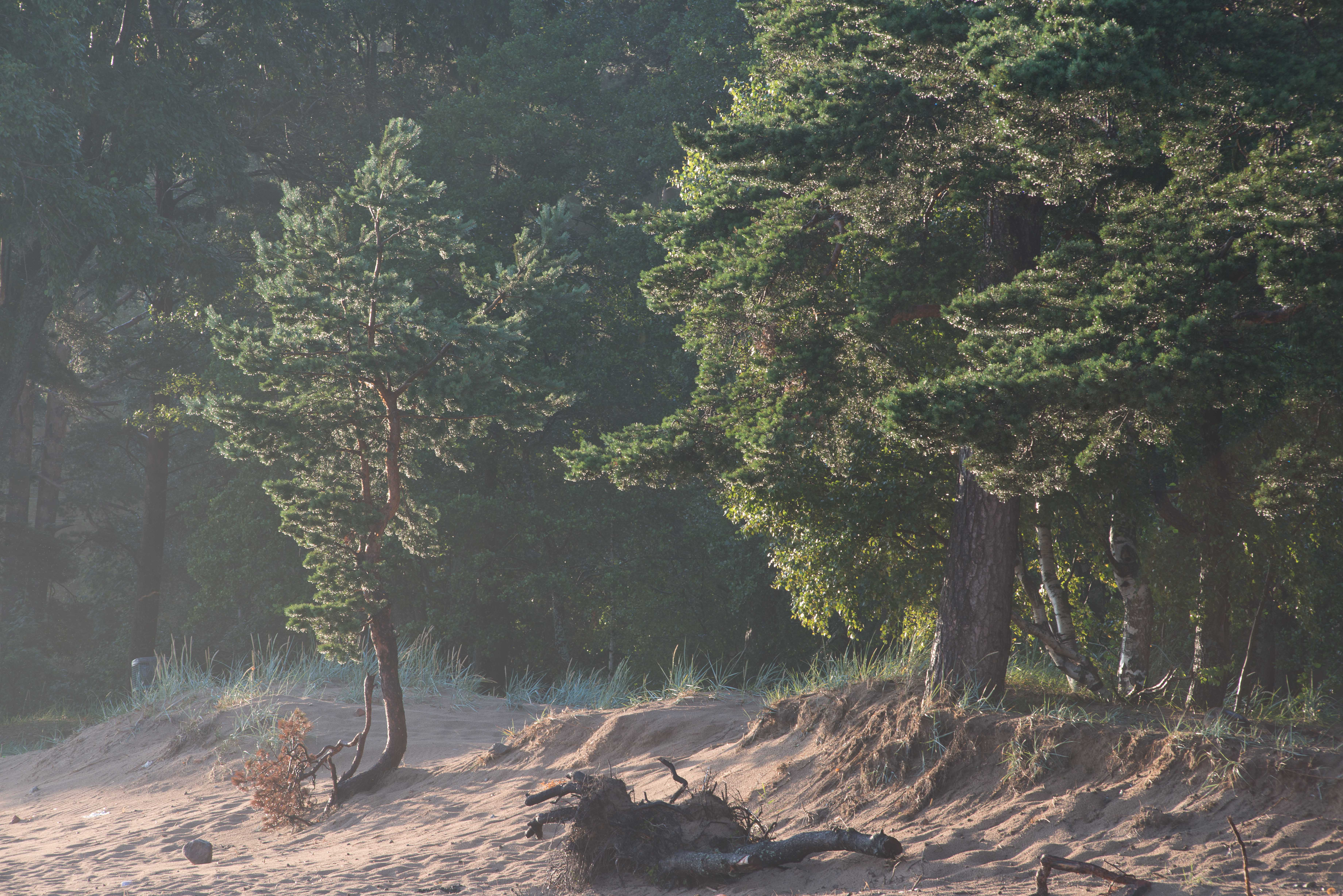
Комаровское побережье
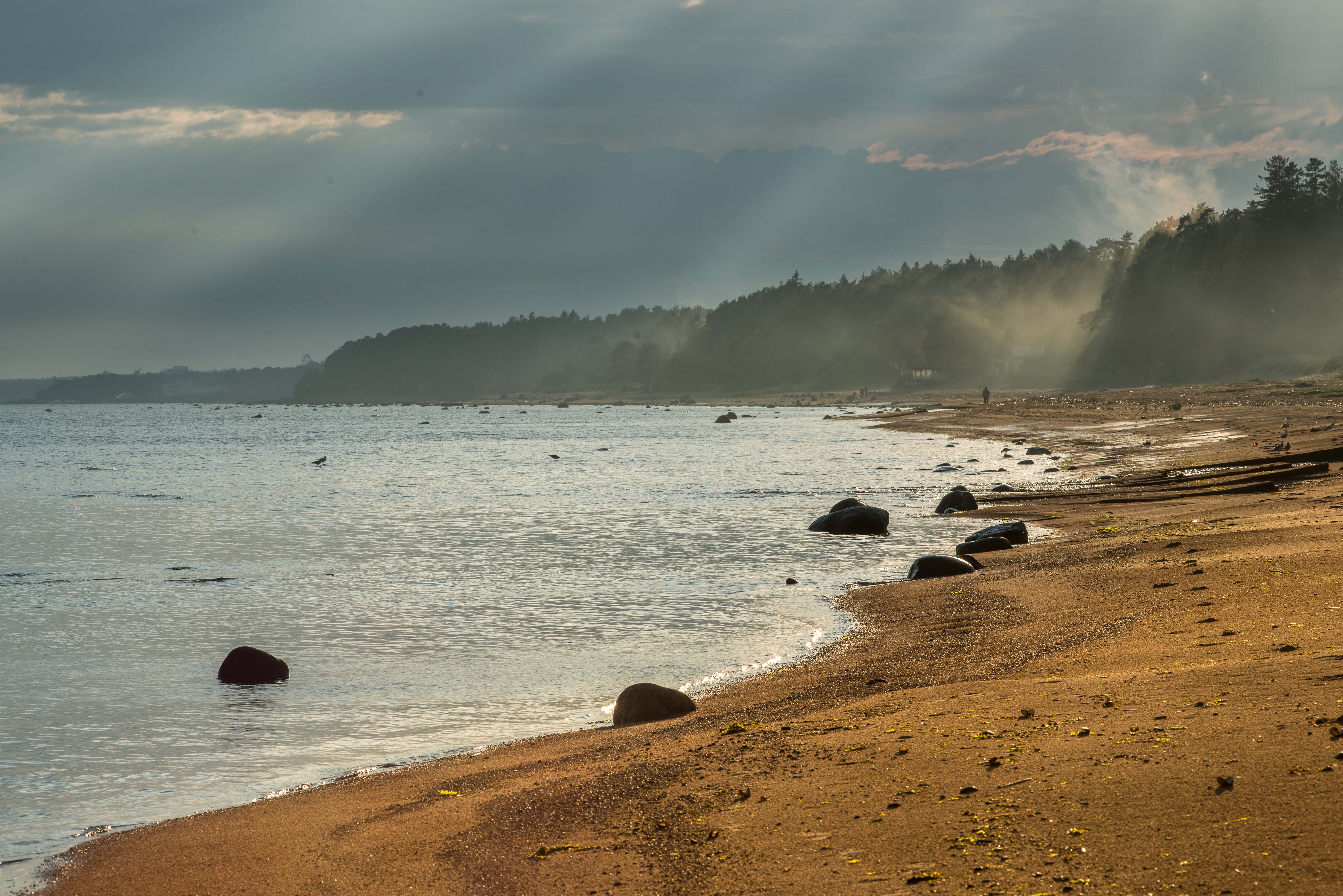
Комаровский берег
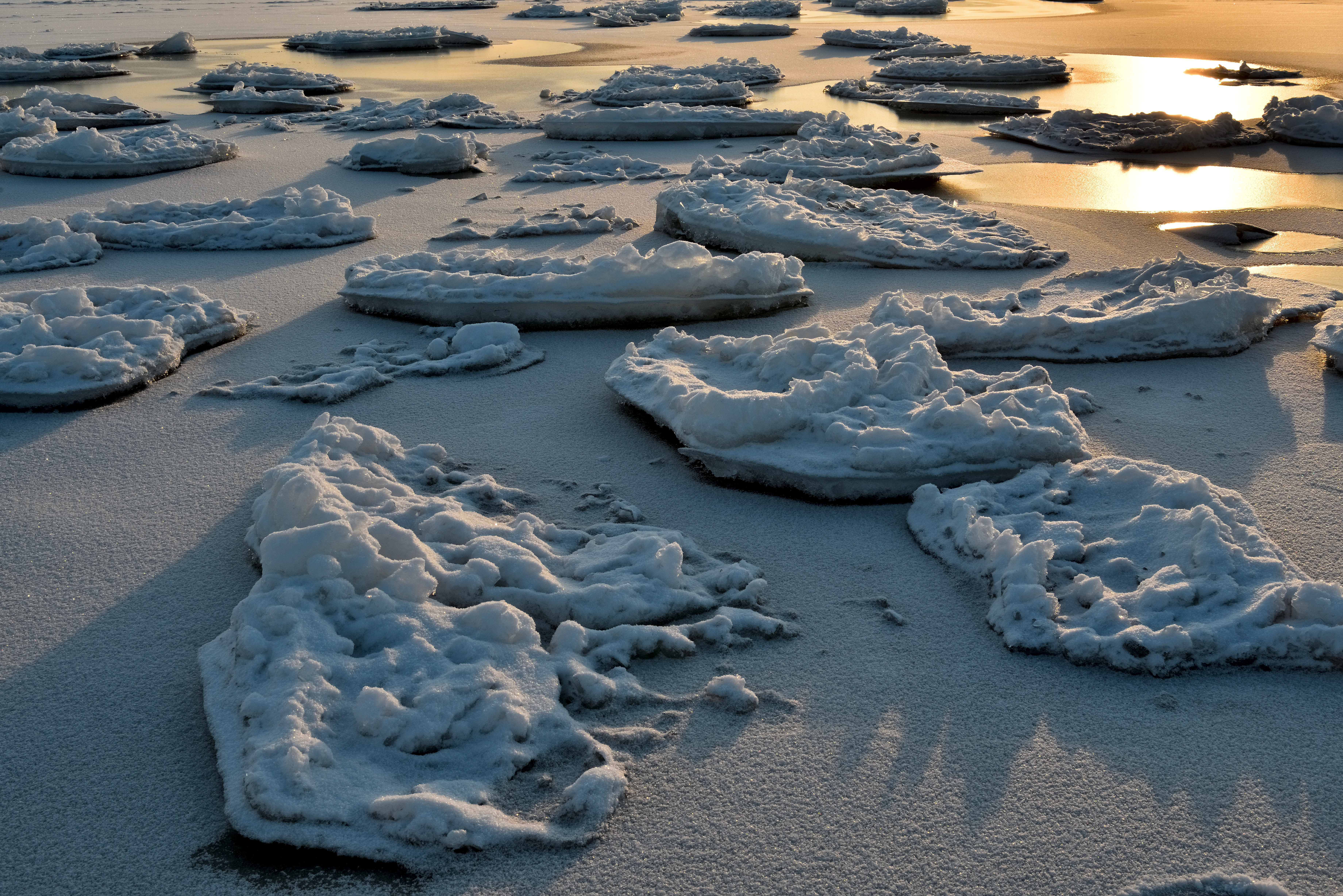
Лёд у берега на закате
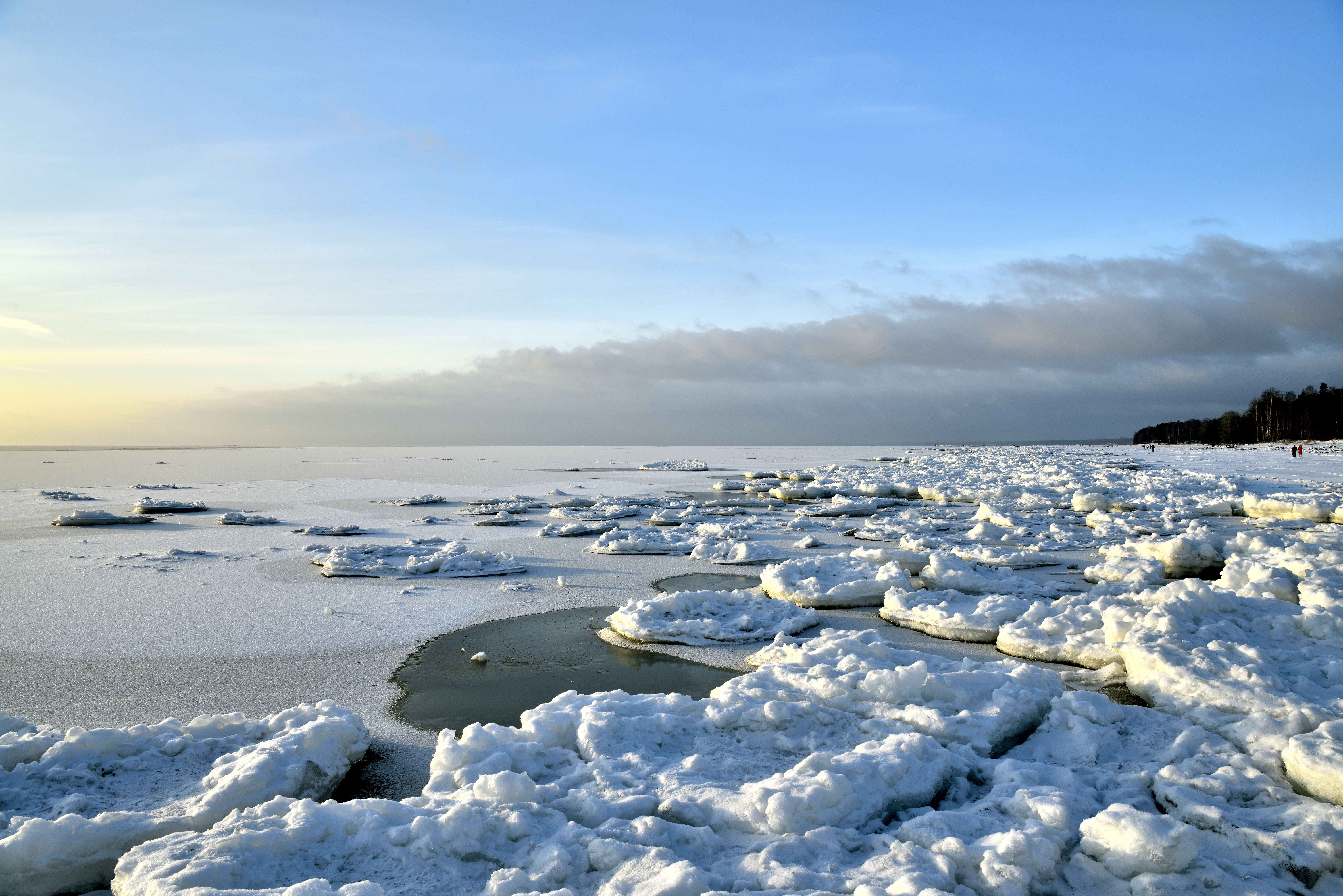
Зимний Комаровский берег

## Геология и рельеф
Комплексные геологические изыскания, проведённые при подготовке Генеральных планов Ленинграда в 1980-х годах, установили следующее геологическое строение данной территории.
Разрез снизу вверх представлен четвертичными отложениями мощностью до 35 м, залегающими на породах вендского комплекса верхнего протерозоя из водоупорных глин и аргелитов: над ними размытая поверхность верхнекотлинских глин из валунных суглинков, и так далее снизу вверх морена днепровского оледенения, морена московского оледенения, межморенные отложения валдайской стадии оледенения из песков и ленточных глин, морена лужской стадии валдайского оледенения из валунных суглинков, супеси с гравием и валунами, лужские озёрные и озёрно-ледниковые отложения из суглинков, ленточных глин, супесей, слоистых песков, галечников, выходящих на поверхность.
Рельеф территории заказника «Комаровский берег» находится в пределах литориновой нижней аккумулятивной террасы (бывшее Литориновое море), которое существовало на месте Балтийского моря 5—10 тыс. лет назад. Современная литориновая терраса представлена хорошо видимым склоном высотой до 30 м. Нижняя часть пологая, шириной до 600 м, имеет отметки от 0 до 12 м в Балтийской системе высот. Волнистая поверхность с двухградусным уклоном и отдельными заболоченными ложбинами представлена мелко- и среднезернистыми песками с валунами у воды Финского залива и безвалунной части в основании морского глинта. Понижения рельефа заторфованы. Побережье залива представлено дюнами в форме береговых валов шириной до 50 м и высотой до 5 м. Дюны сложены мелкозернистыми морскими песками. Фронт береговых валов повторяет берег залива. Здесь песчаный, песчано-галечный пляж. Выше — современный береговой вал высотой до 2 м. На валу, подвергающемся интенсивному раздуванию, формируется пологосклонный эоловый рельеф. Низины с торфом во влажные годы сильно обводнены.
Литориновый уступ, ограничивающий нижнюю террасу, имеет высоту до 18 м, достигая абсолютных отметок до 30 м. Состав: безвалунные озёрно-ледниковые пески. У подножия склона — многочисленные выходы грунтовых вод с родниками. Много оврагов — эрозионных ложбин, шириной до 75 м и глубиной до 12 м. Формируются ручьи, в воде которых содержится большое количество железа. Верх литоринового уступа сложен ледниковыми песками с хорошо окатанной галькой.

## Фауна
На «Комаровском берегу» отмечены 3 вида земноводных, 1 вид пресмыкающихся, 20 видов млекопитающих и 143 вида птиц. Состав наземных позвоночных животных обеднен вследствие изоляции памятника природы от крупных лесных массивов.
Основной особенностью видового состава фауны птиц «Комаровского берега» является абсолютное преобладание лесных видов. Мозаичность лесной растительности способствует тому, что в непосредственной близости могут гнездиться птицы, приверженные к различным типам леса. Именно эта особенность составляет специфику гнездового населения птиц территории. Например, в пределах 1 га могут гнездиться птицы, характерные как для ельников (лесная завирушка, королек, пеночка-теньковка и др.), так и для сосняков или для смешанных лесов (большинство лесных воробьиных). Основу гнездового населения в настоящее время составляют широко распространенные воробьиные птицы. Хищные птицы, за исключением единственного случая гнездования дербника, встречаются во время сезонных миграций и изредка зимой (перепелятник); из сов отмечен только воробьиный сыч, также в период зимовки.
За последние несколько десятков лет видовой состав фауны птиц претерпел значительные изменения. Часть видов, таких, как серая неясыть, козодой, деряба, лесной жаворонок и, вероятно, ястребиная славка исчезли на данной территории. После длительного отсутствия в последние годы стали появляться отдельные особи кукушки и иволги.
ООПТ имеет хороший потенциал для обитания разных видов дятлов благодаря наличию подходящих биотопов, а также обилию муравейников. В разные годы здесь отмечались на гнездовании вертишейка, желна, седой, большой и малый пестрый дятлы, в зимнее время встречаются также белоспинный и трехпалый дятел.
Птицы, характерные для открытых ландшафтов, представлены лишь двумя видами, которые обитают на морском побережье — это малый зуек и белая трясогузка (в настоящее время гнездится только последний вид). Перелетные виды составляют 80 % всех гнездящихся здесь птиц, а оседлые — только 20 %.
Прибрежная зона Финского залива является местом остановки некоторых пролётных видов водоплавающих и околоводных птиц, однако в настоящее время они носят крайне нерегулярный характер. Ранее изредка отмечались крупные скопления малого лебедя и лебедя-кликуна. Из чаек, которых всегда много в прибрежной зоне залива, отчетливое миграционное движение демонстрируют только малые чайки. Остальные виды совершают регулярные суточные перемещения, которые бывает трудно отличить от миграционных подвижек. Из редких видов во время миграций иногда отмечаются клуша, малая и полярная крачки, а также галстучник.
Набор видов млекопитающих включает обыкновенную бурозубку, рыжую полёвку, горностая, зайца-беляка, ежа обыкновенного. Из рукокрылых наиболее обычен северный кожанок.

## Ландшафты и растительность
Бо́льшая часть территории памятника природы находится на литориновой террасе, протянувшейся от берега Финского залива до хорошо выраженного склона рядом. Эта терраса представляет собой дно древнего Литоринового моря, а склон (уступ литориновой террасы) — его берег. Передвигаясь по литориновой террасе от побережья залива к Зеленогорскому шоссе, можно проследить, как сменяют друг друга растительные сообщества: песчаным пляжам с единичными растениями приходят на смену дюны со злаковыми сообществами и шиповником; далее распространены разреженные сосняки и черноольшатники, которые в свою очередь сменяются еловыми и сосновыми лесами.
Еловые леса занимают основную часть территории «Комаровского берега». Особенно примечательны старовозрастные ельники, где в большом количестве встречаются гнезда северного лесного муравья, образуя «федерации» — группы родственных гнезд, включающие до десятка и более муравейников с отводками.

## Флора
Флора высших сосудистых растений памятника природы довольно богатая (405 видов). Большой интерес представляет группа псаммофильных (растущих на песке) приморских видов: горчица морская, чина морская, гонкения бутерлаковидная, волоснец песчаный, овсяница песчаная, осока песчаная и шиповник морщинистый (интродуцент). В результате принятых мер охраны в последние годы состояние популяций псаммофильных растений и их сообществ значительно улучшилось. Не меньший интерес во флористическом отношении вызывает комплекс неморальных видов лесных сообществ. В составе древесного яруса встречаются липа сердцелистная, клен остролистный, дуб; среди кустарников — лещина, калина, волчье лыко, чёрная жимолость — интродуцент, активно распространившийся в нижней части уступа под пологом елового леса, местами образующий густые заросли. Из травянистых неморальных и субнеморальных видов здесь распространены: вороний глаз, воронец, медуница, зеленчук, копытень и редко встречающаяся зубянка клубеньконосная. На верхней террасе в сосновых лесах встречается довольно редкий кустарничек из семейства грушанковых — зимолюбка зонтичная.

## Фотогалерея растений

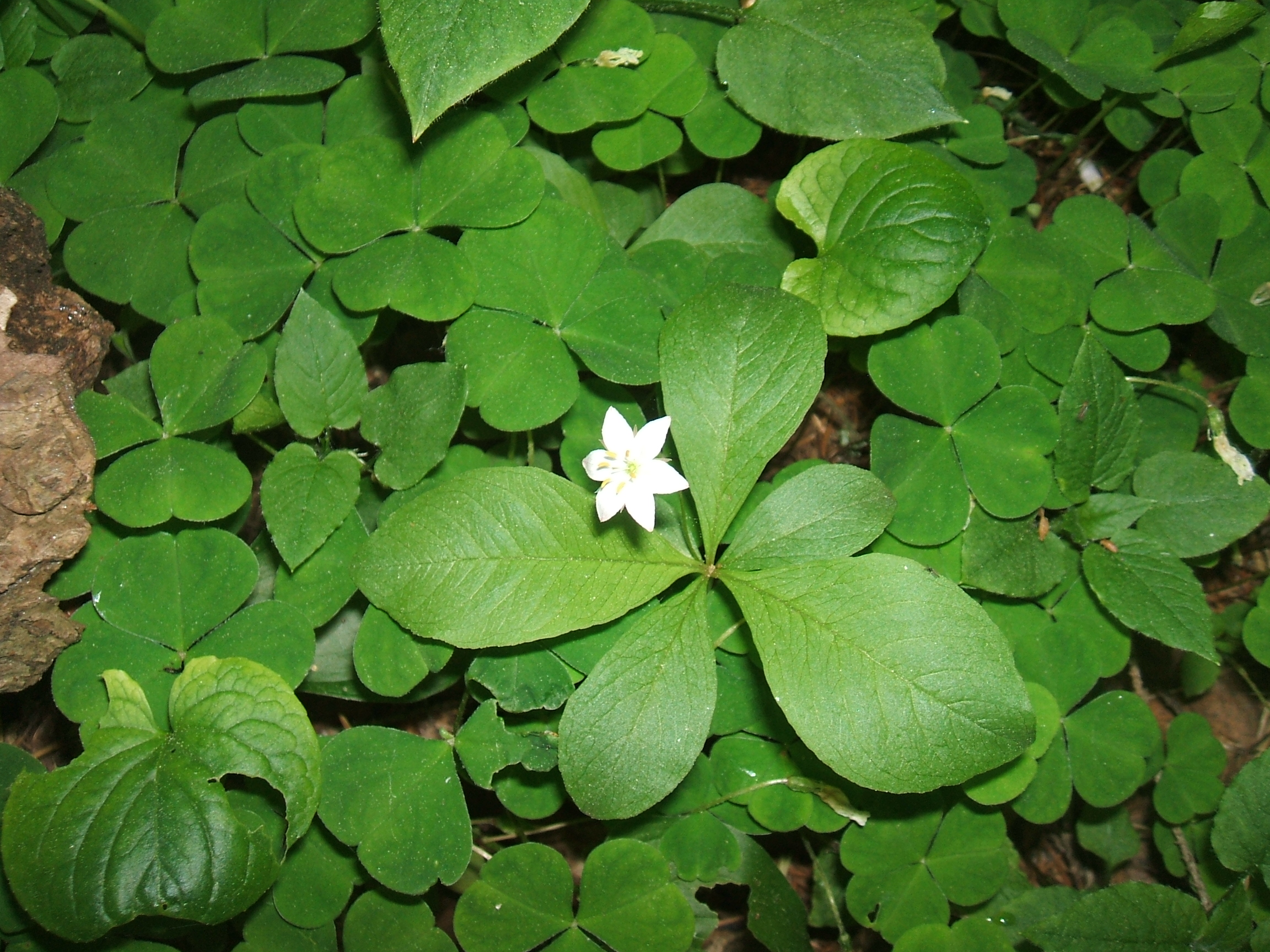
Седмичник
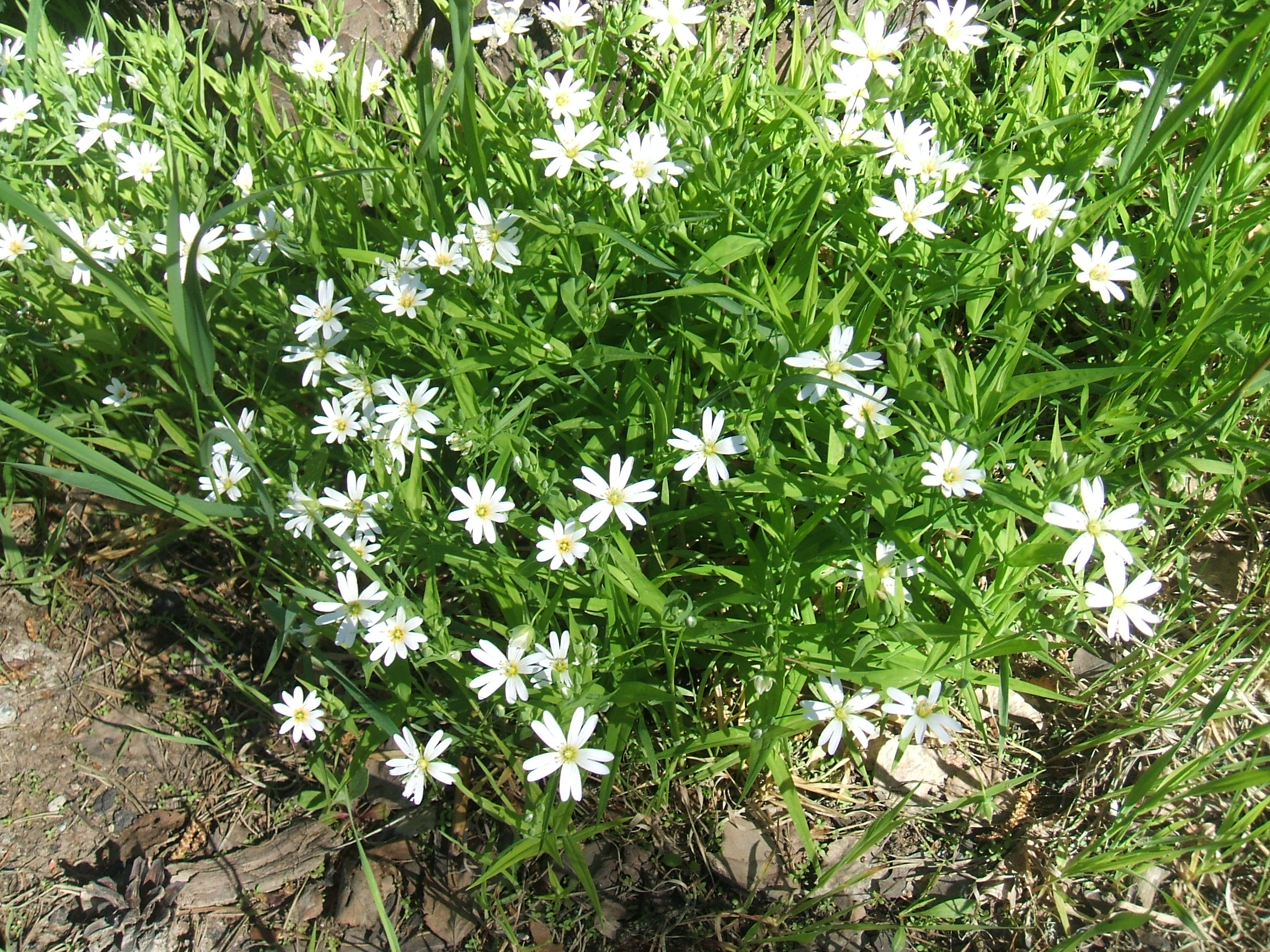
Звездчатка ланцетовидная
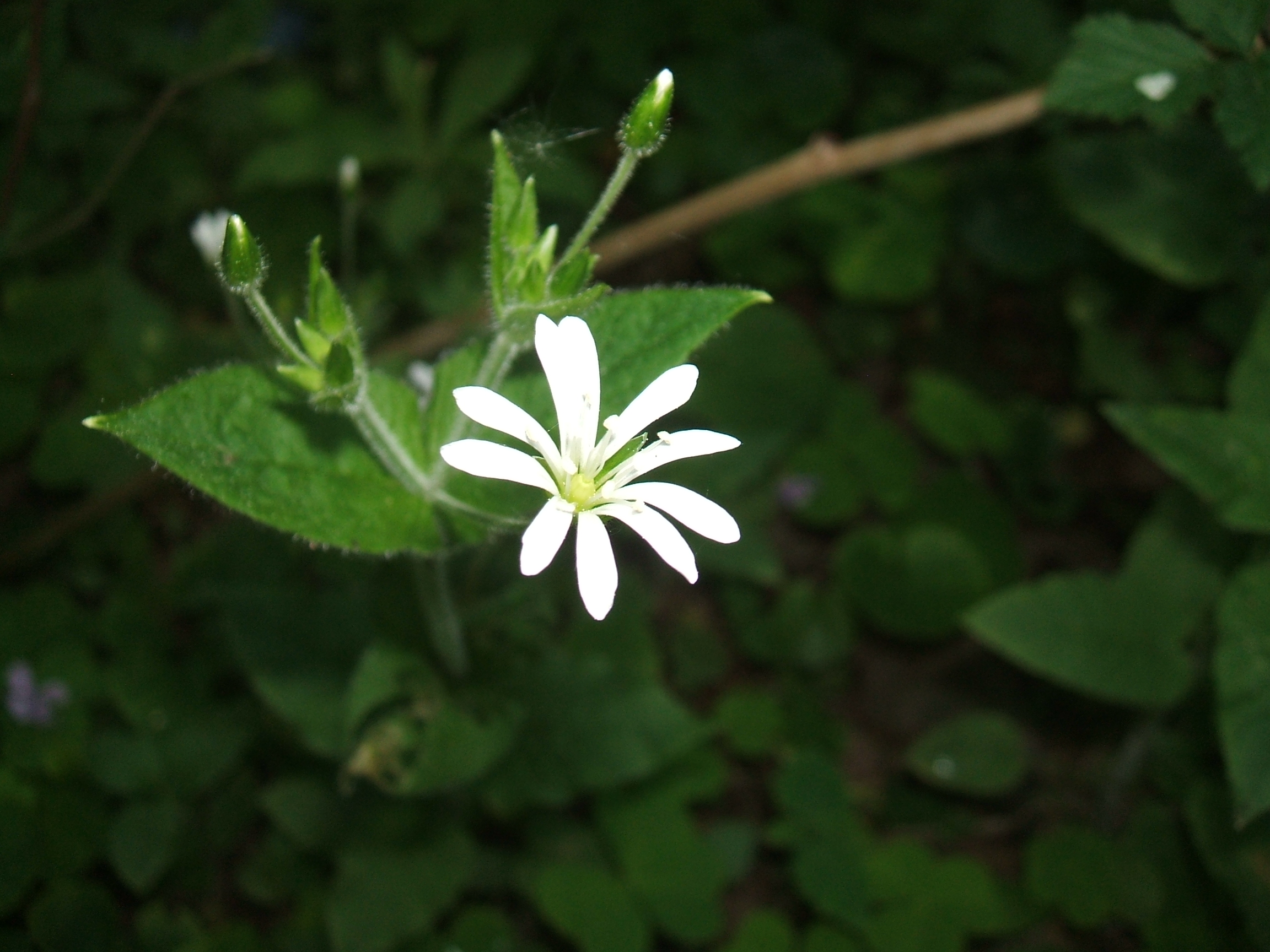
Звездчатка дубравная
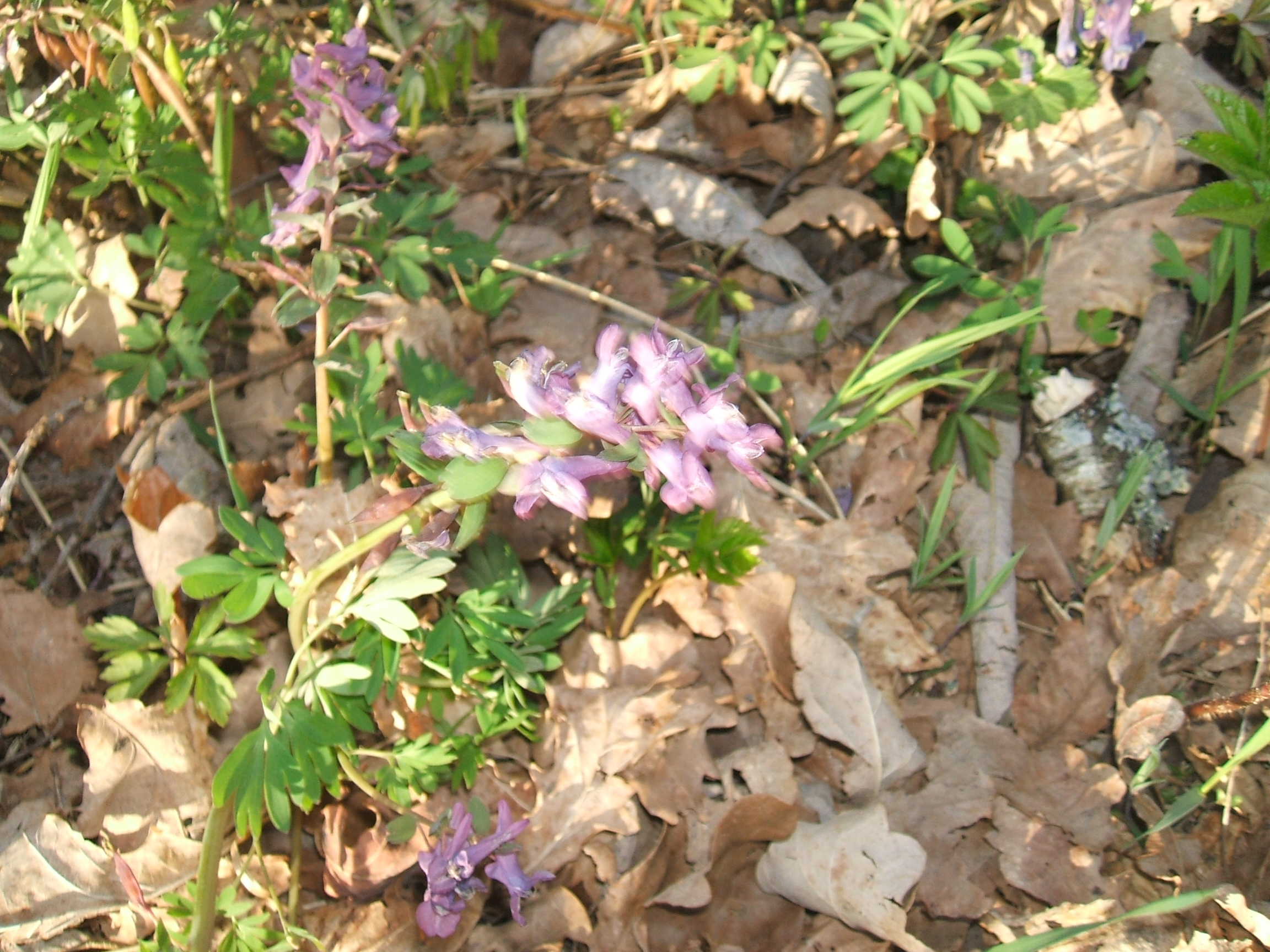
Хохлатка
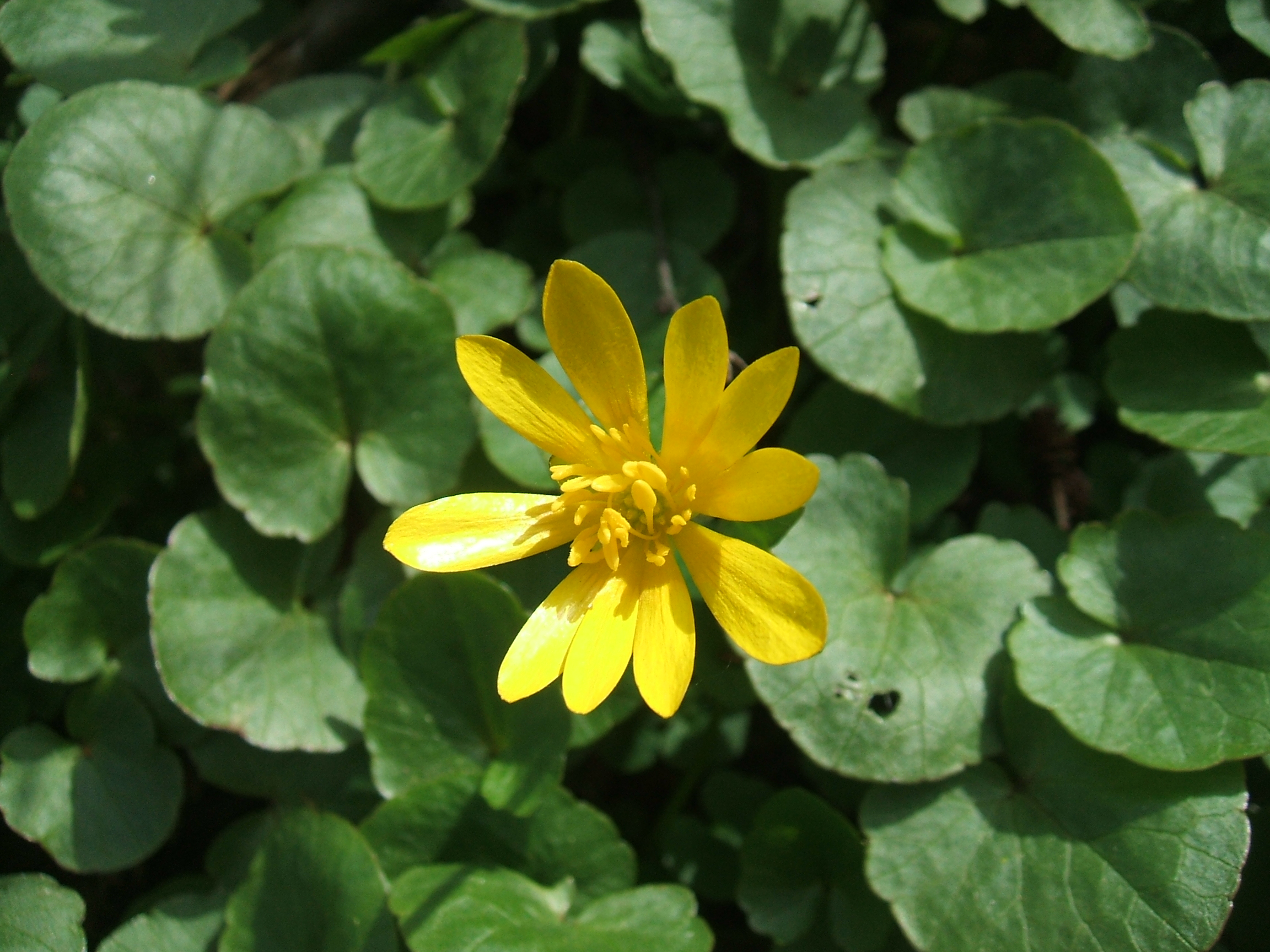
Чистяк
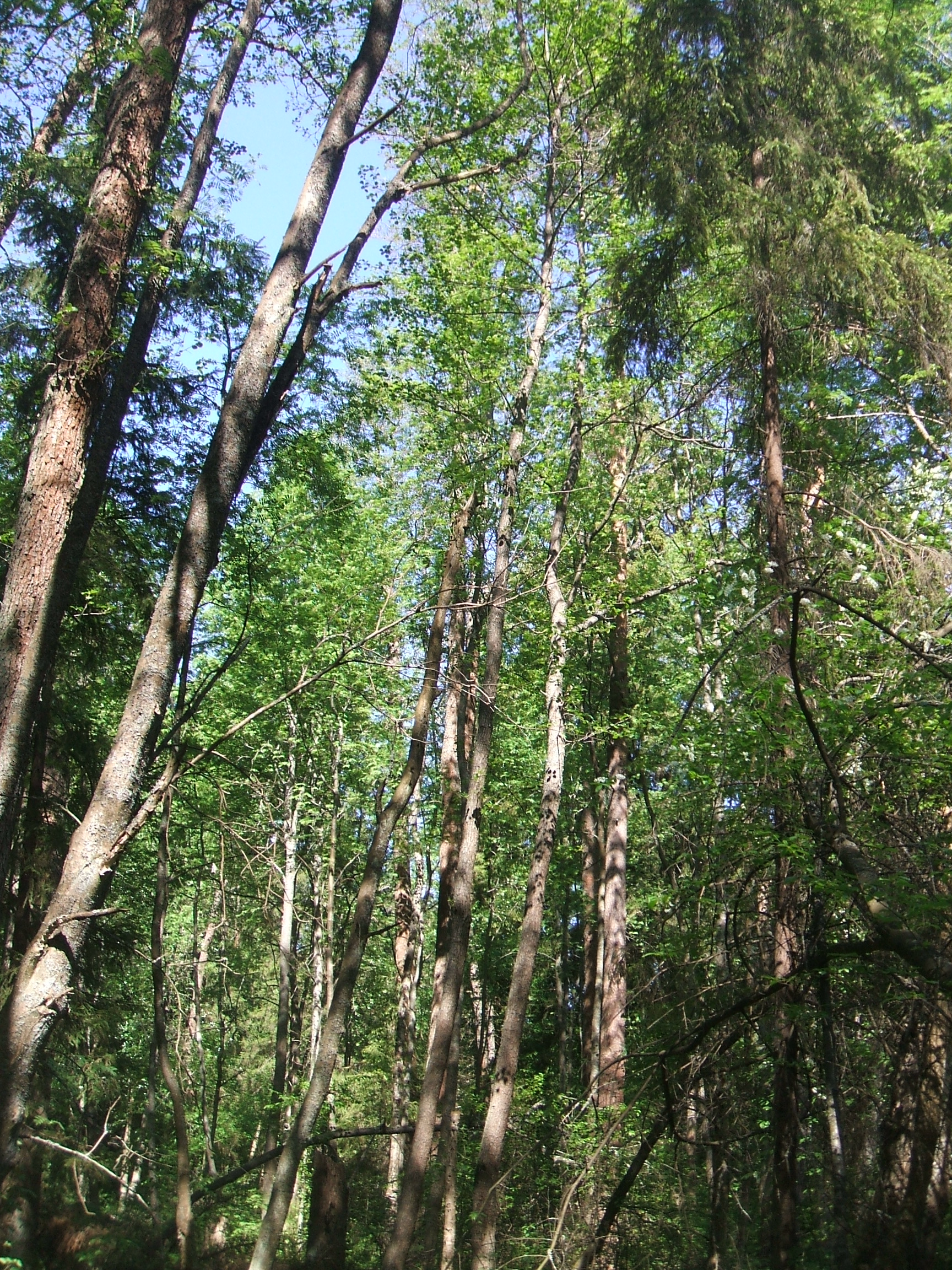
Ольха чёрная
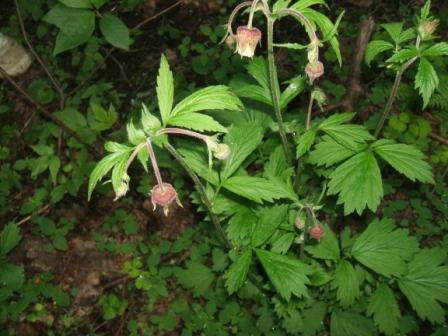
Гравилат речной
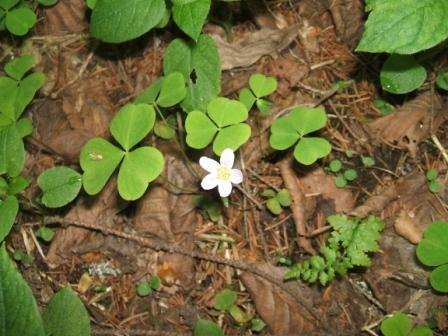
Кислица
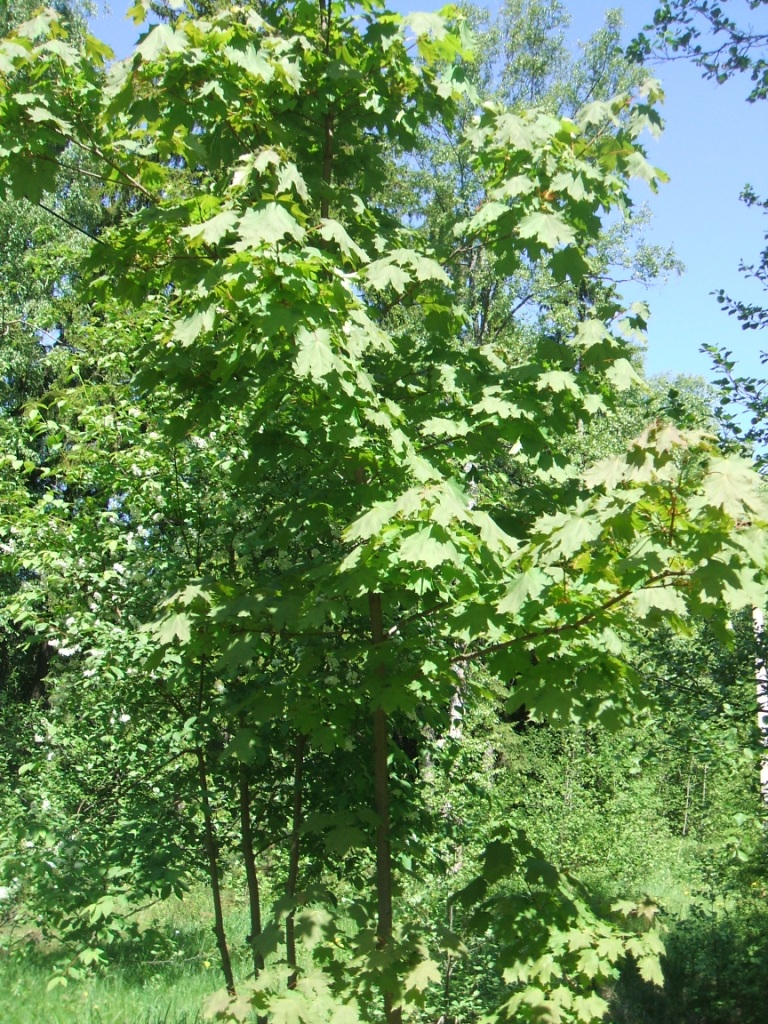
Клён
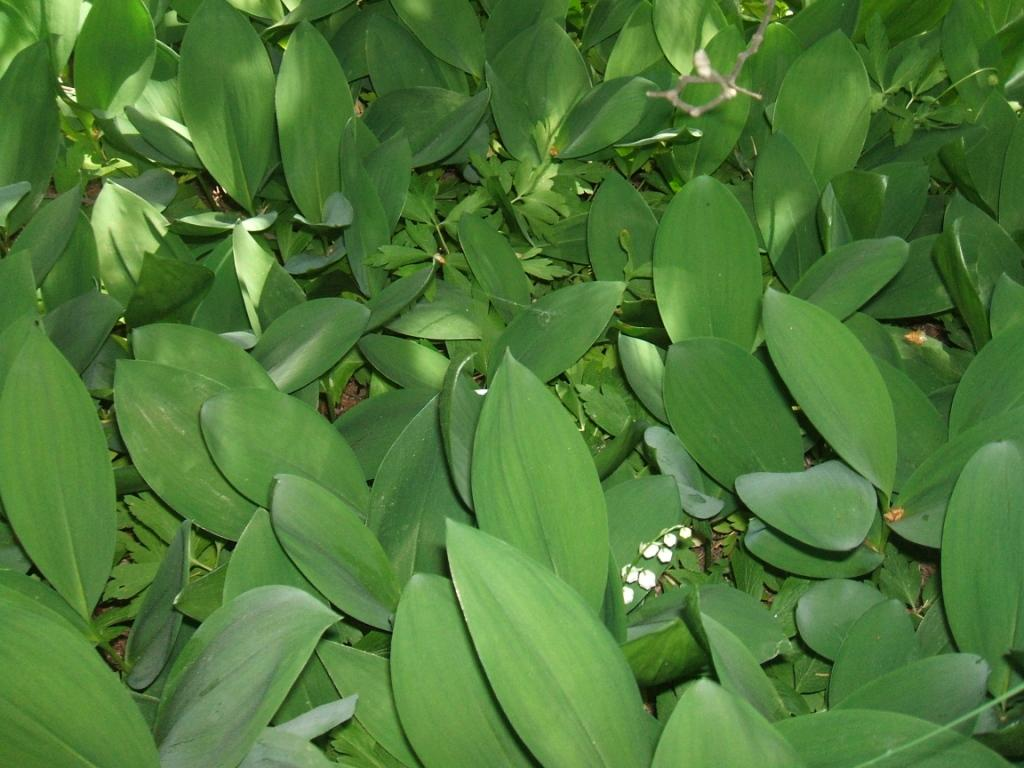
Ландыш
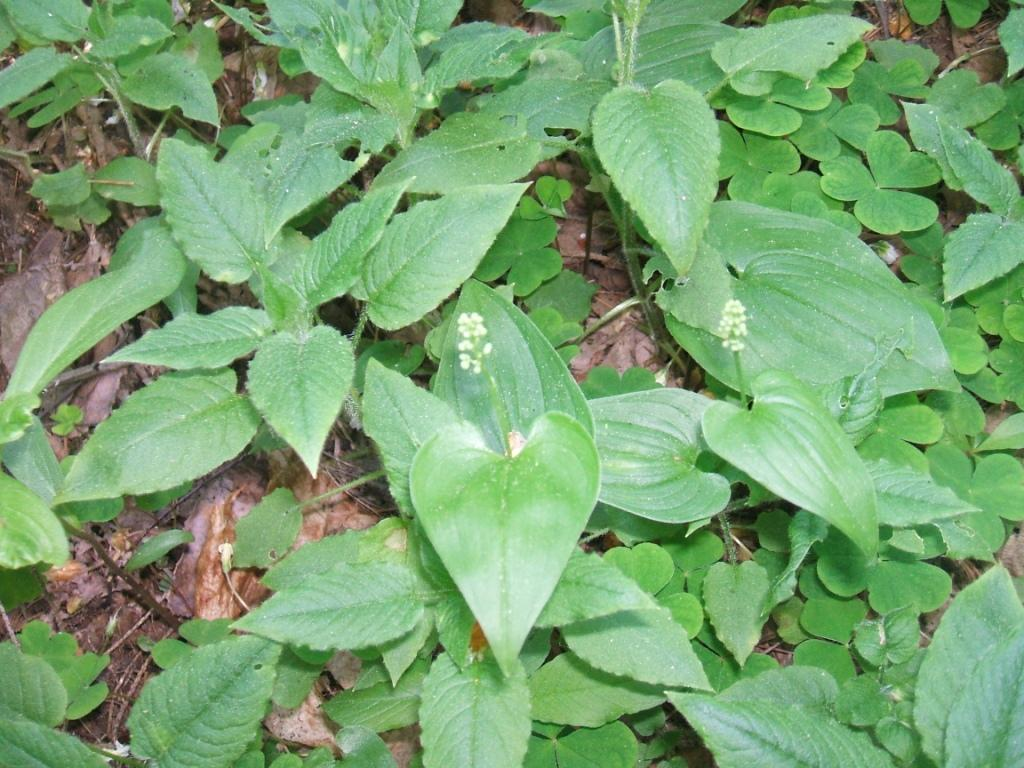
Майник
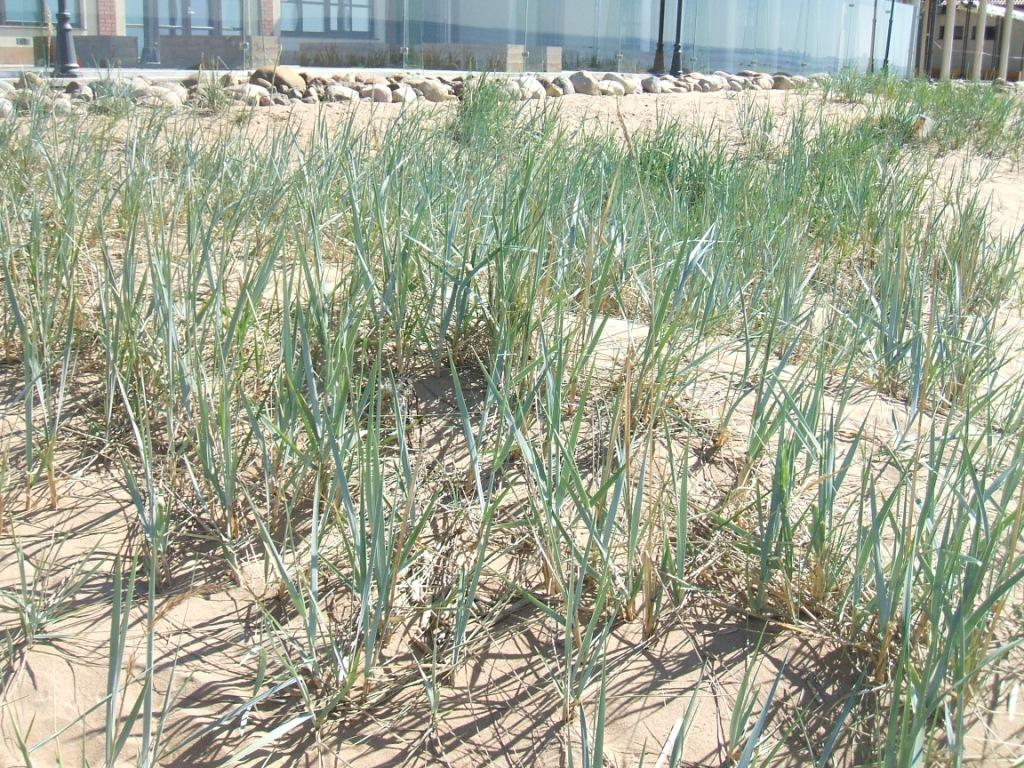
Колосняк песчаный
Колосняк песчаный
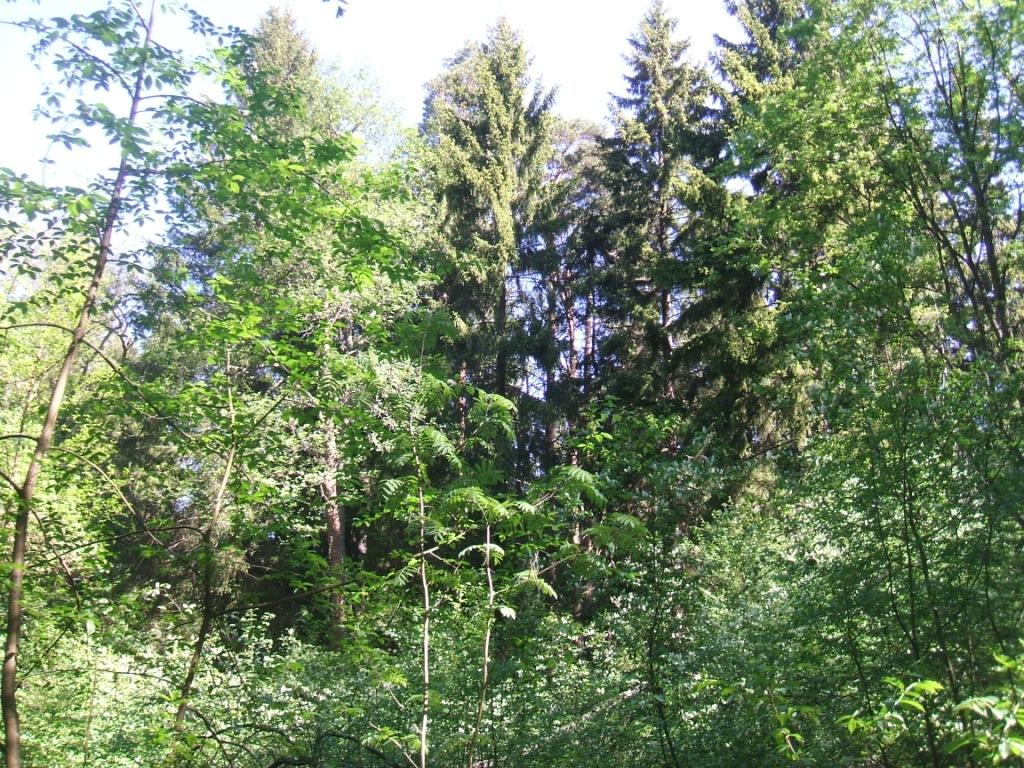
Смешанный лес
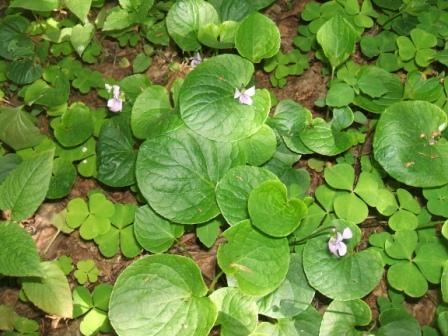
Фиалка
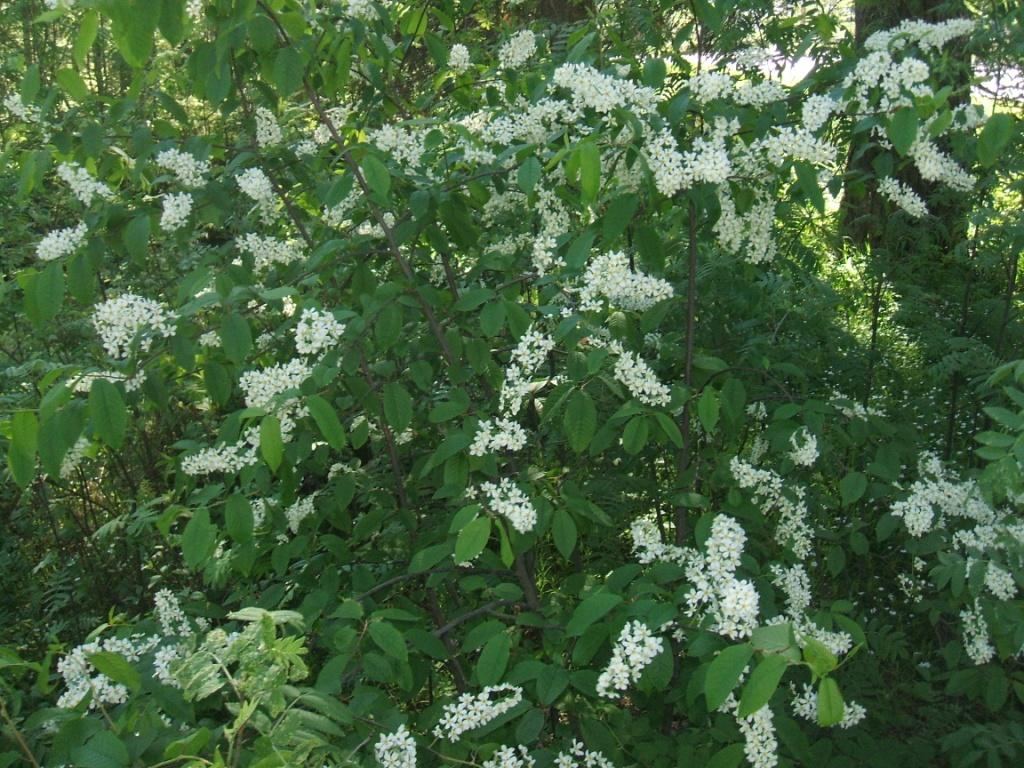
Черёмуха

## Вилла Рено
Заказник включает в себя парк начала XX века виллы Рено, который входит в Культурно-историческое наследие Курортного района Санкт-Петербурга федерального уровня охраны в составе адреса: Комарово, ул. Морская 8 Особняк Жоржа Бормана. Вилла связана с именем первого нобелевского лауреата России Павлова Ивана Петровича.

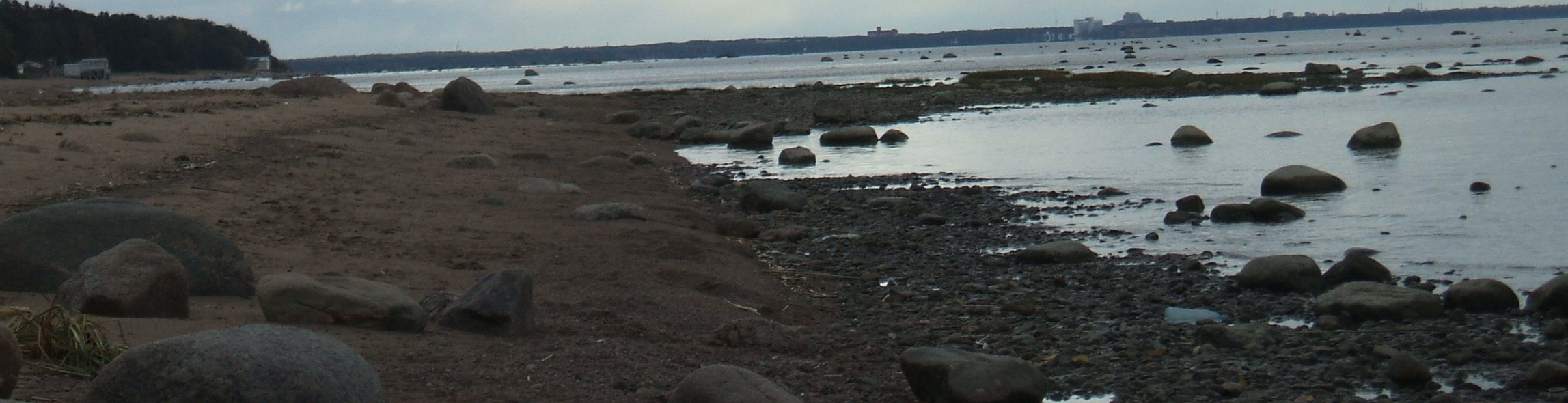
Морское побережье

Парк Виллы Рено в 2010 году
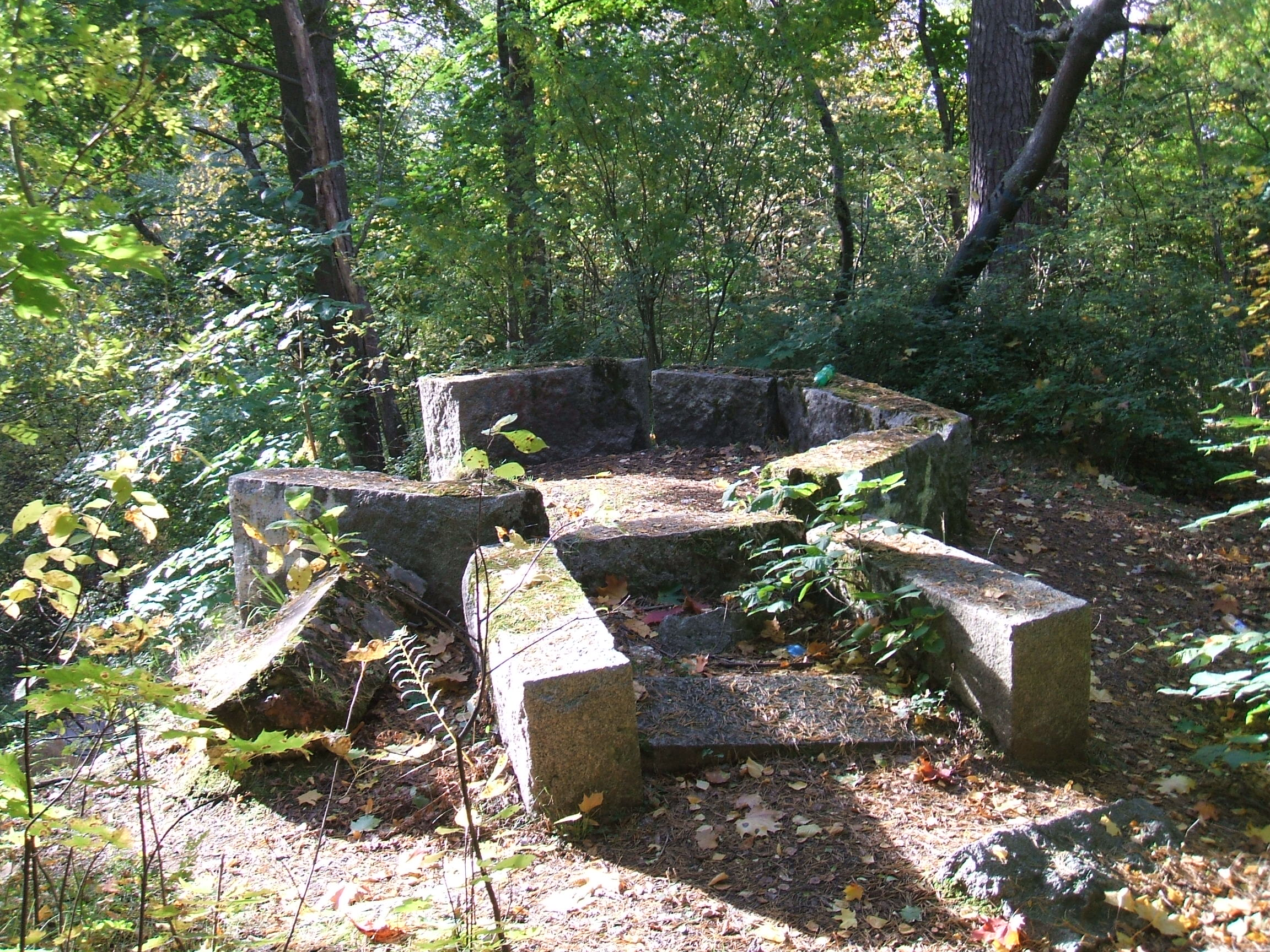
Фундамент беседки над ул.Морской
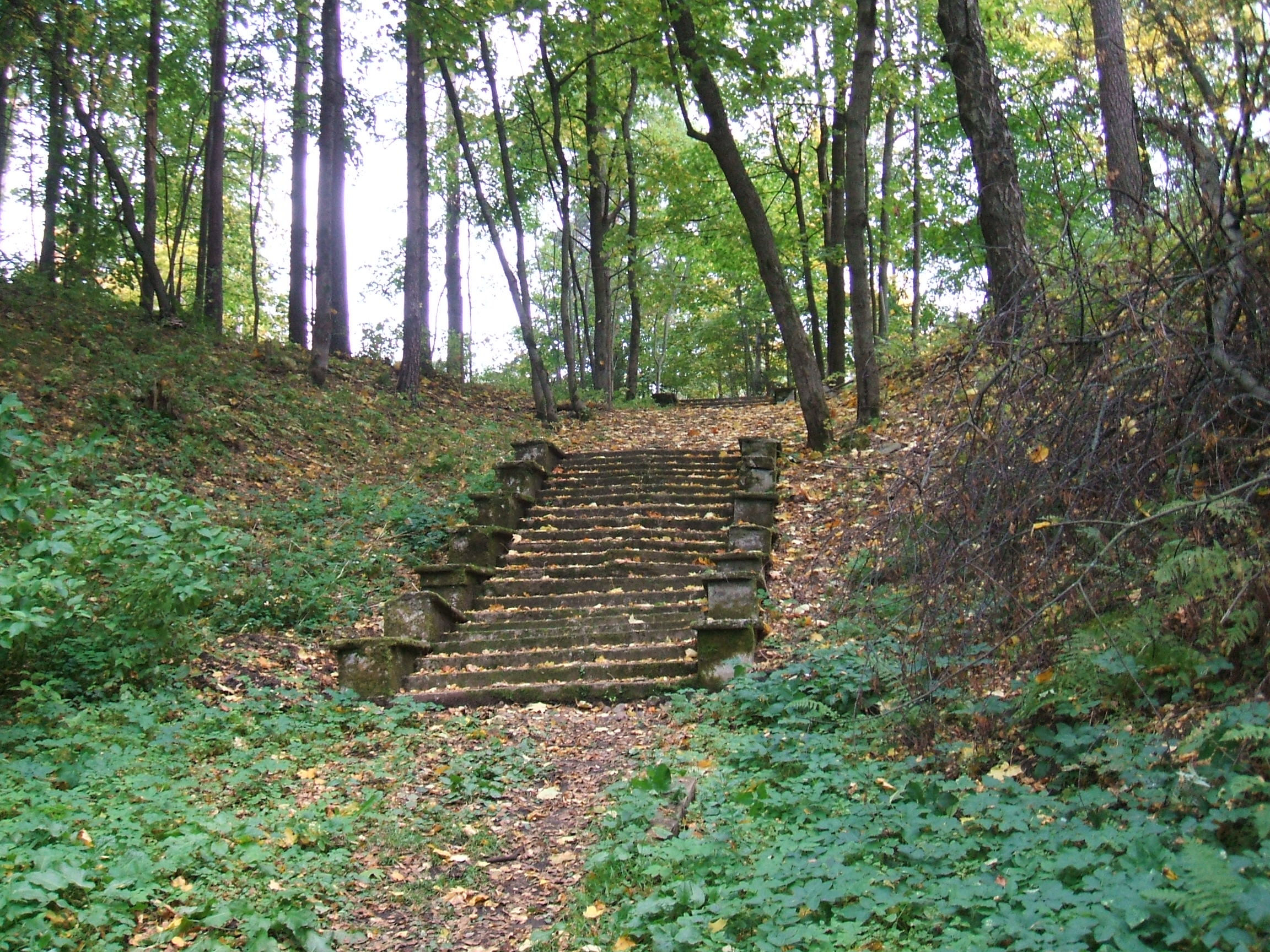
Лестница к каскаду прудов
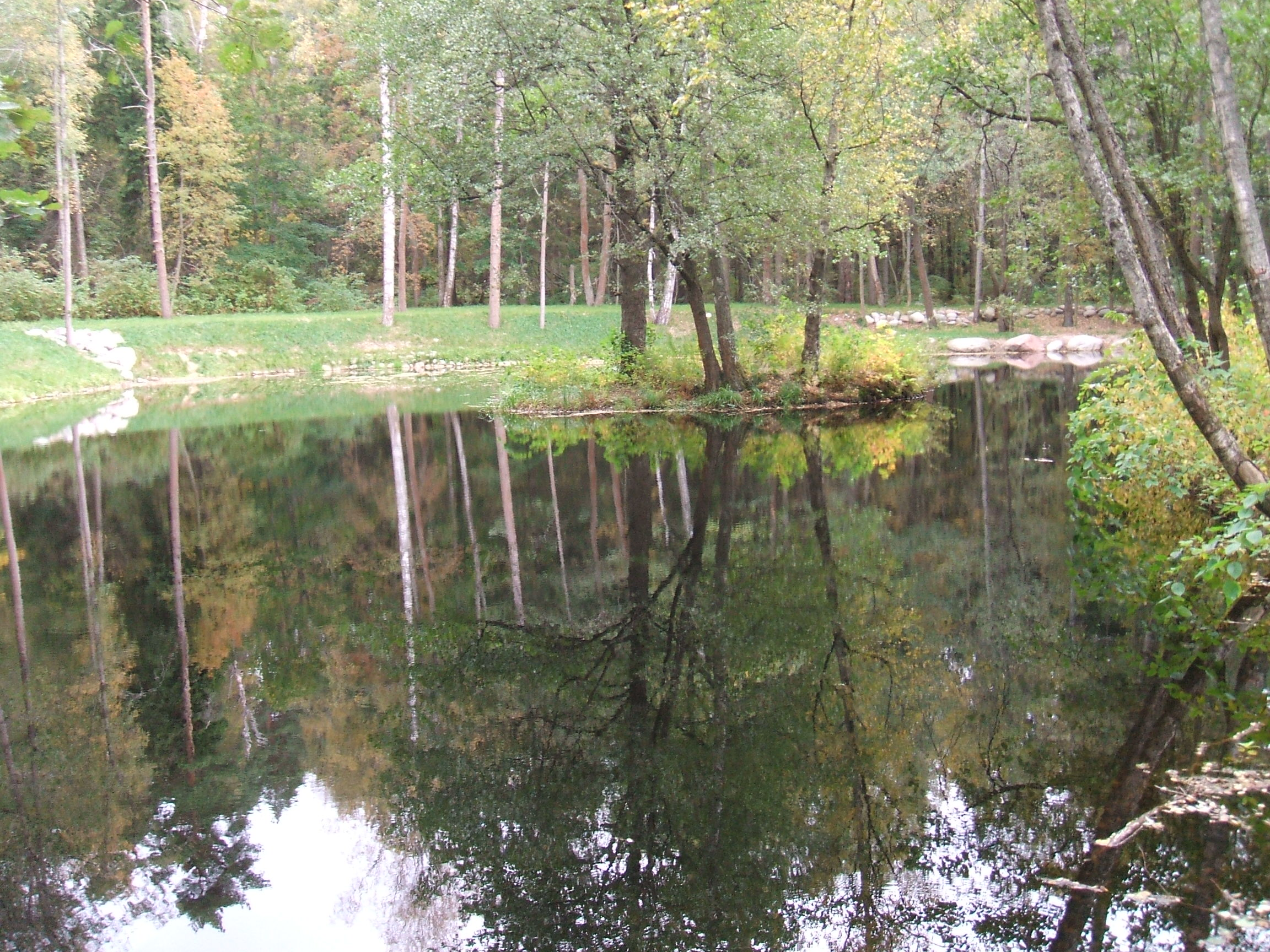
Нижний пруд с островом
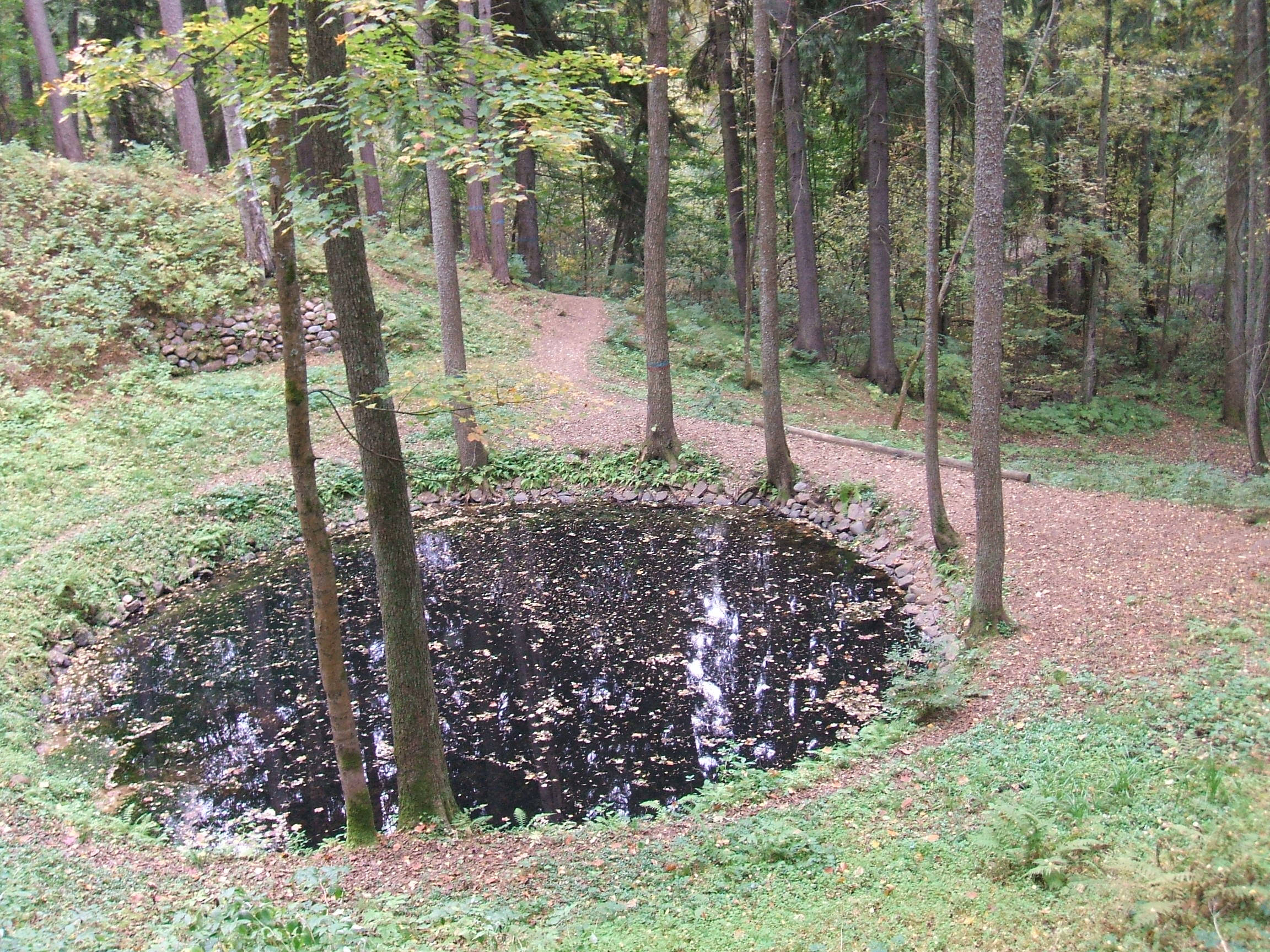
Пруд на среднем ручье
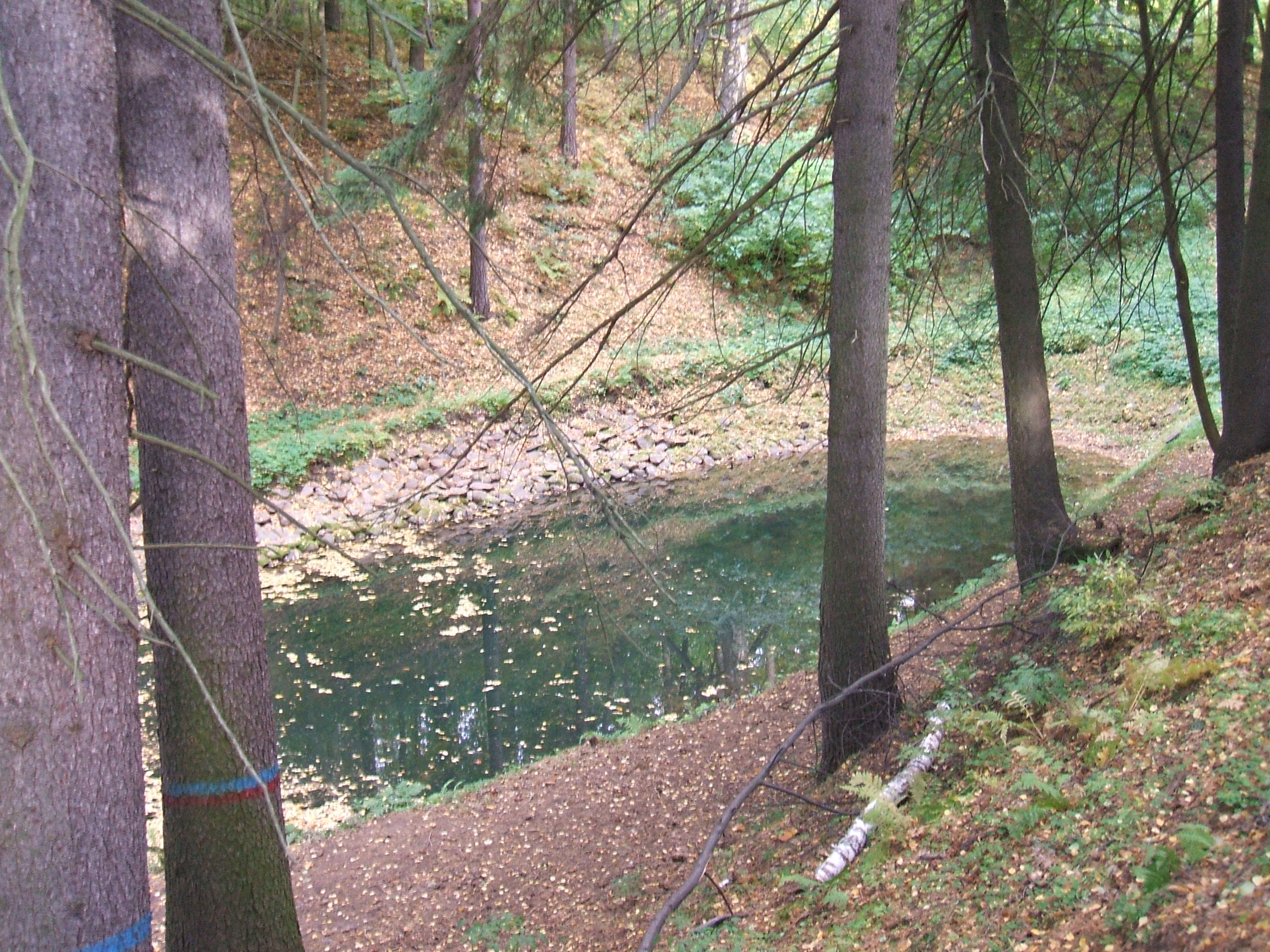
Верхний пруд
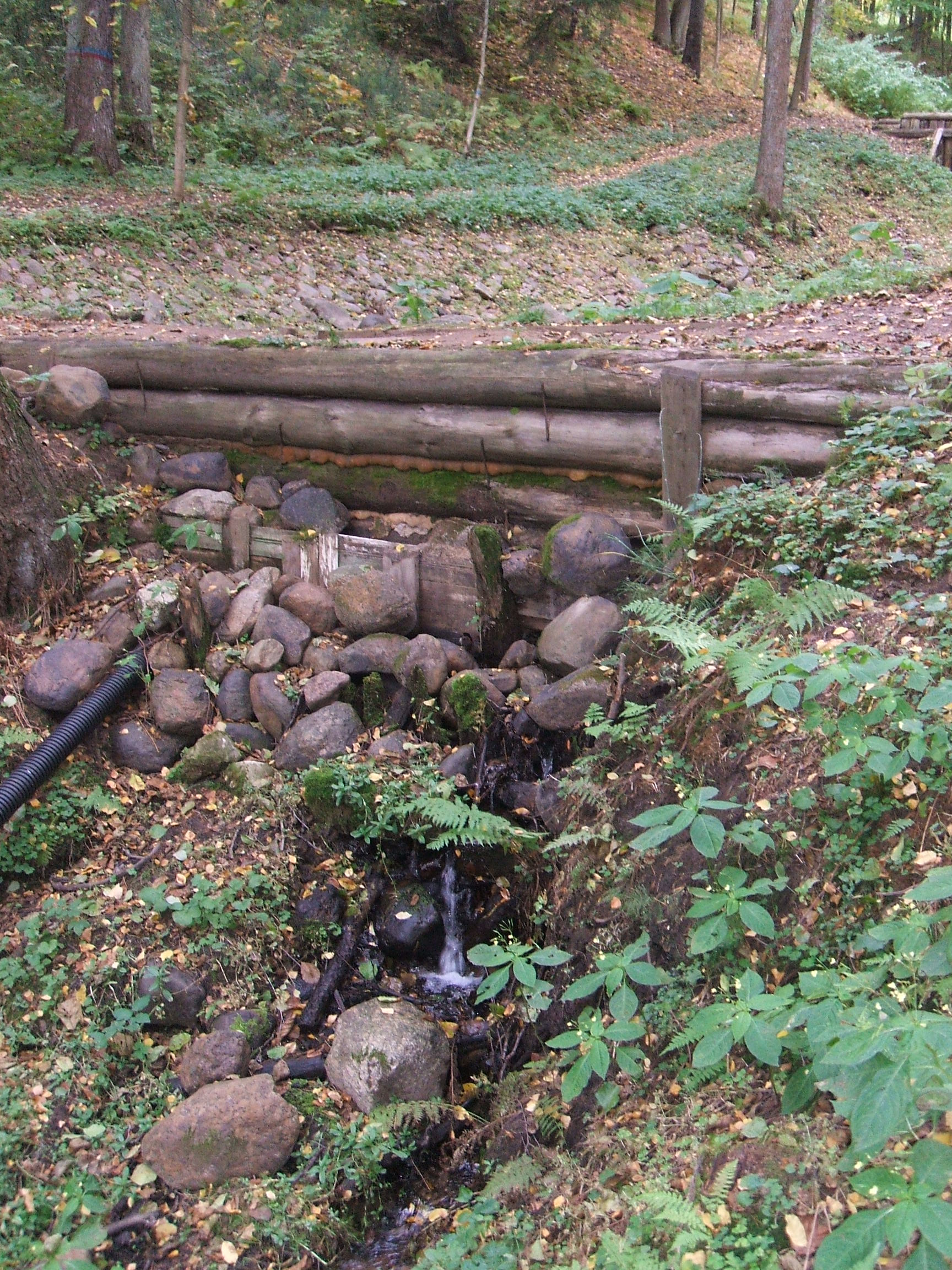
Плотина между прудами
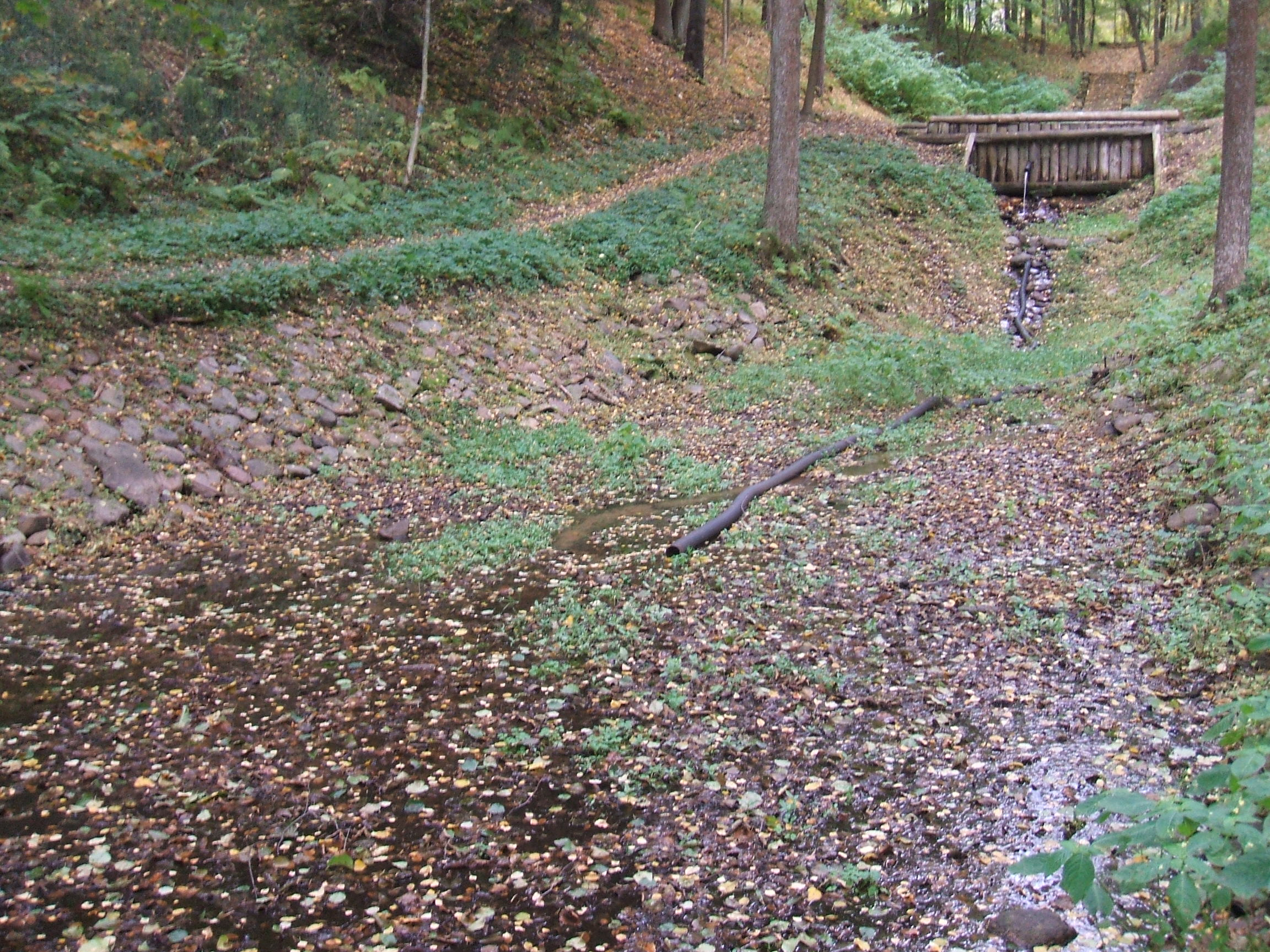
Каскад прудов

Объекты на территории памятника природы в 2010 году
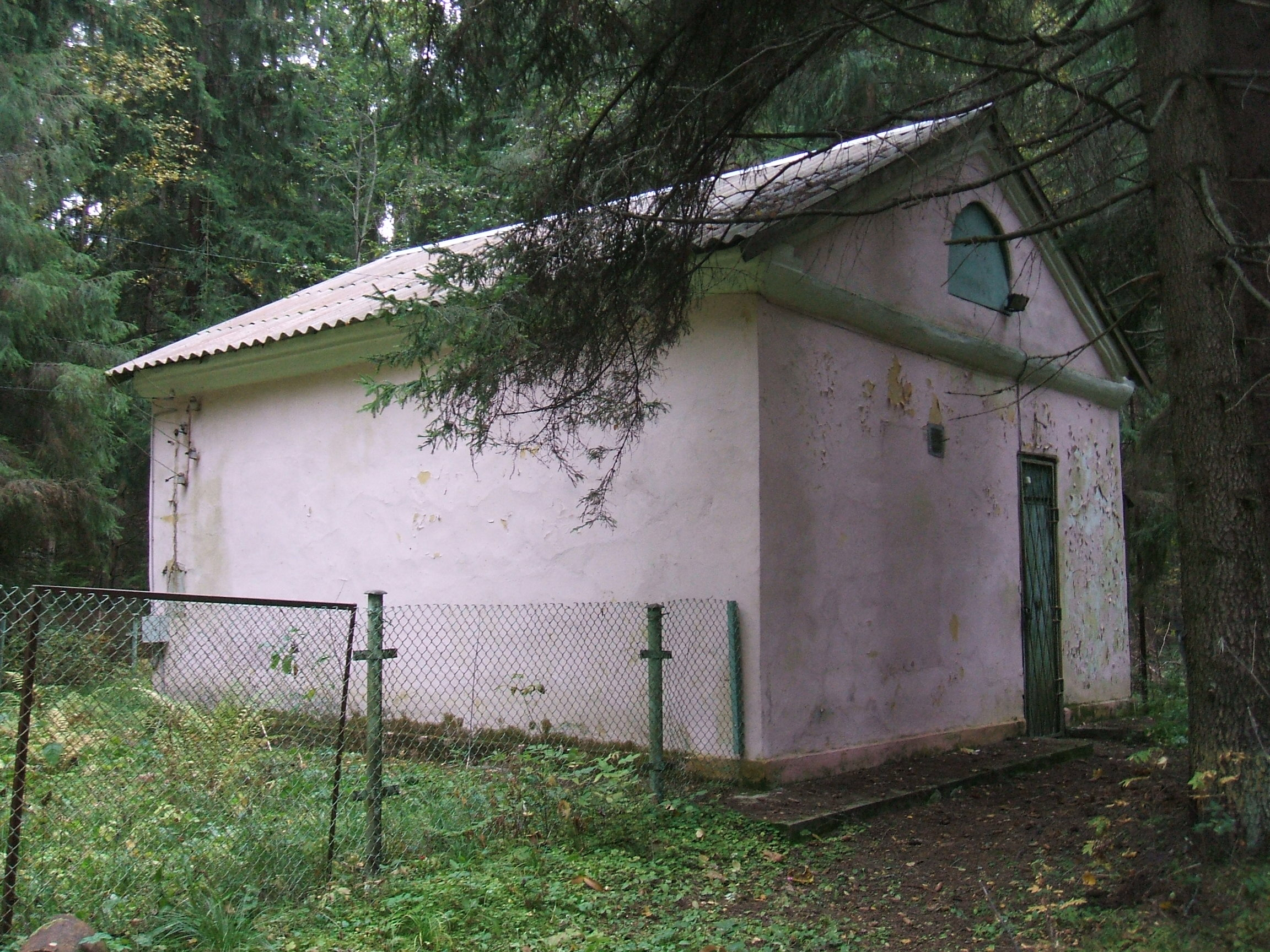
Объект
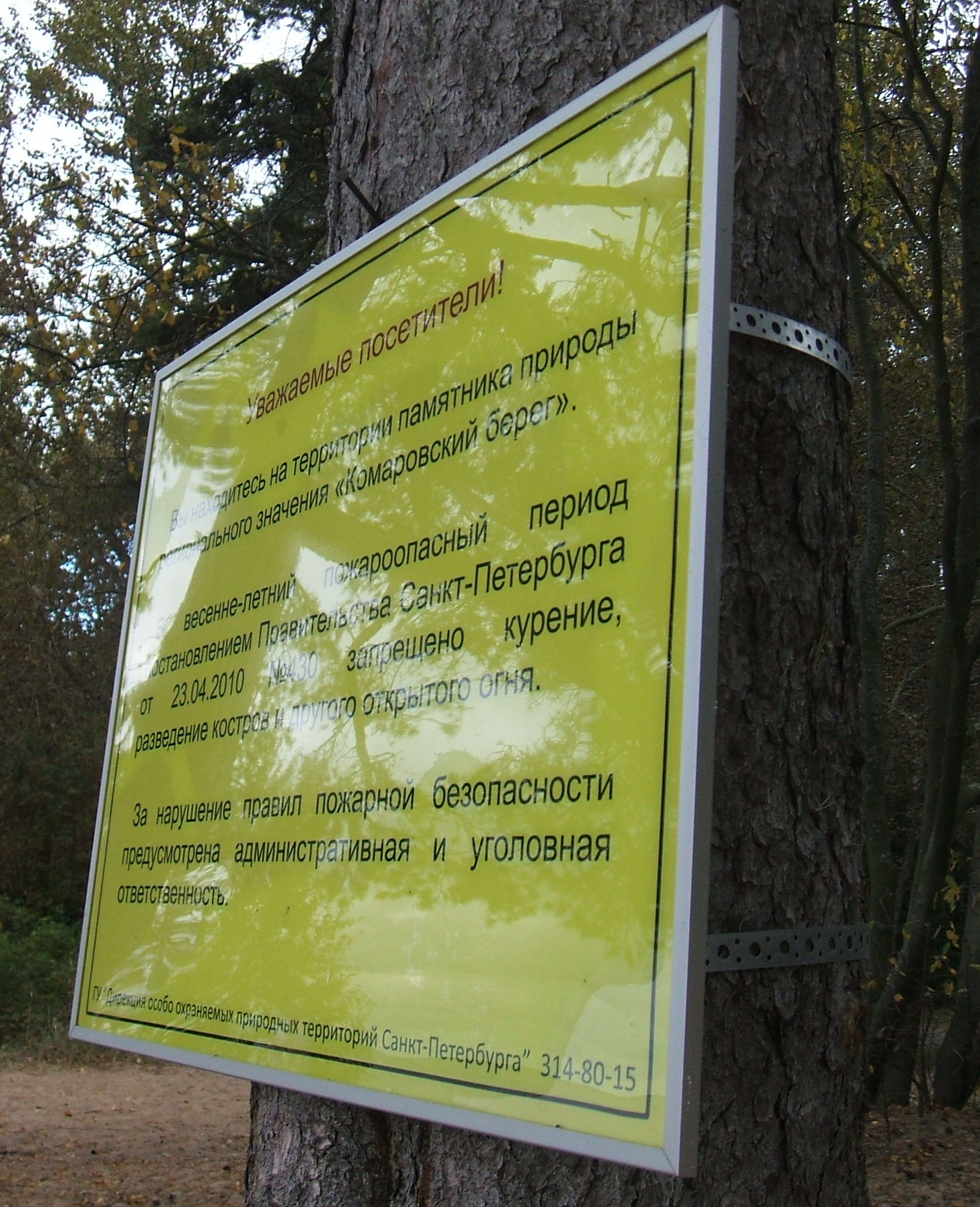
Сосна
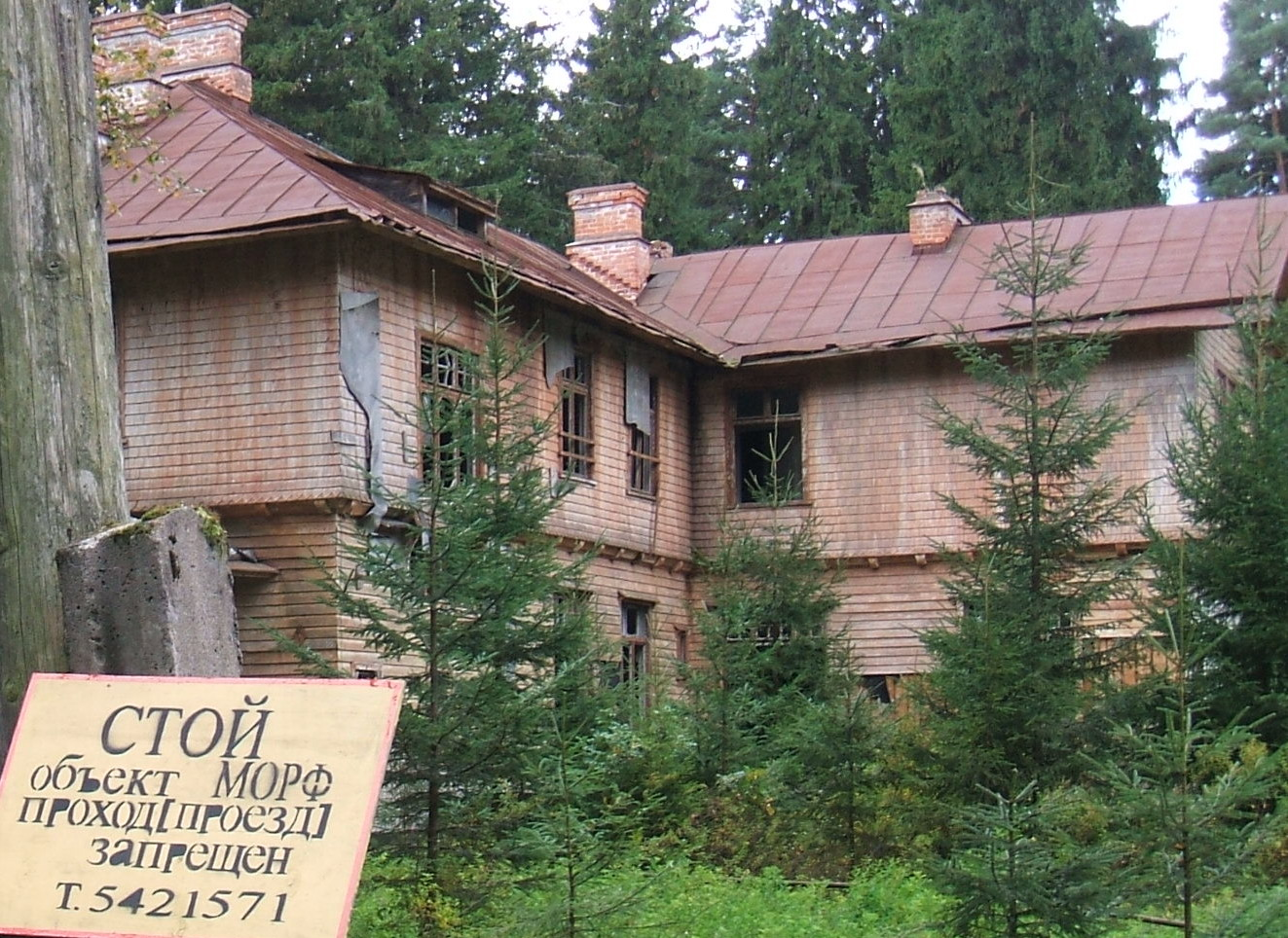
улица Морская 4
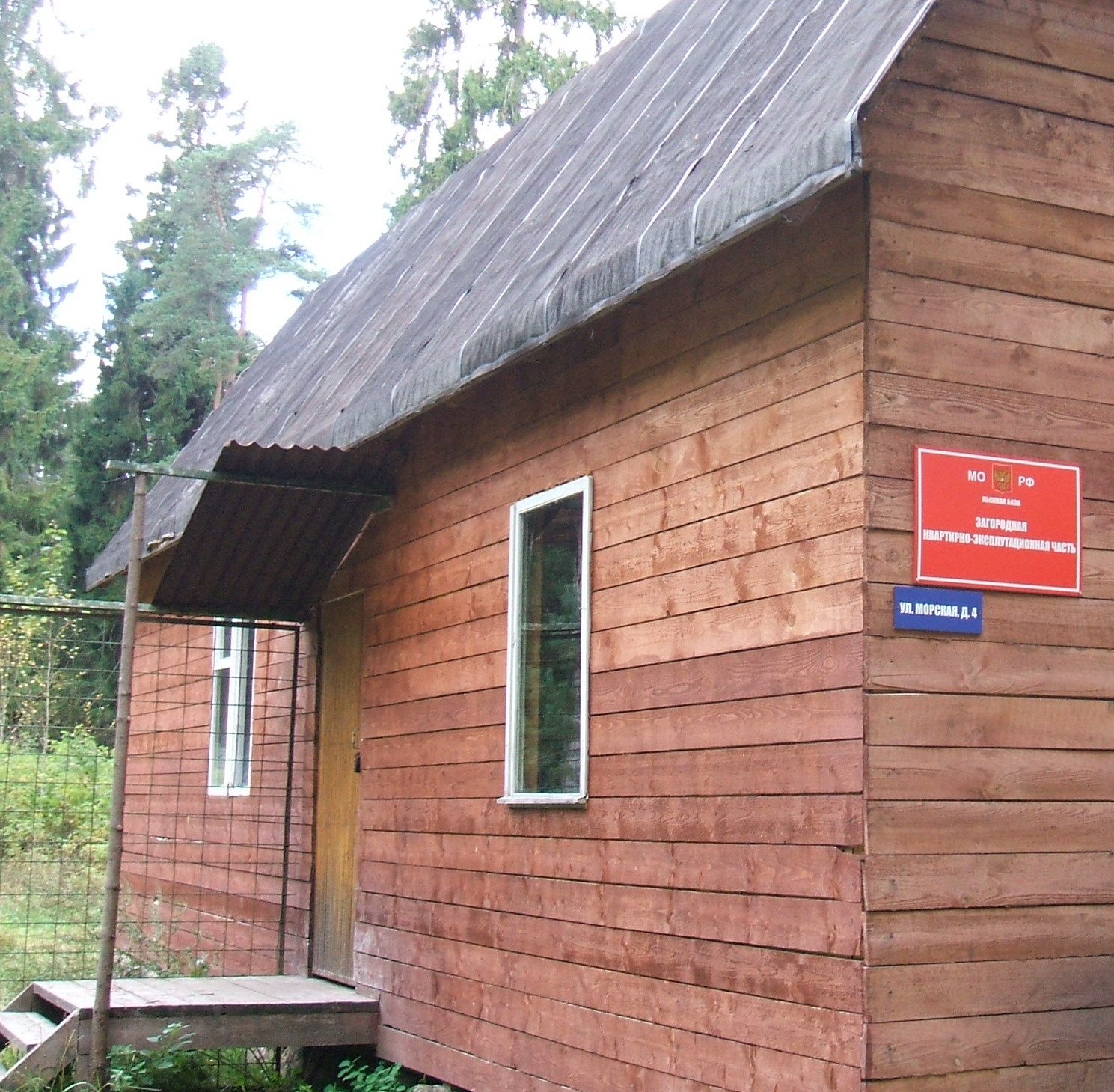
улица Морская 4